# Суперкар

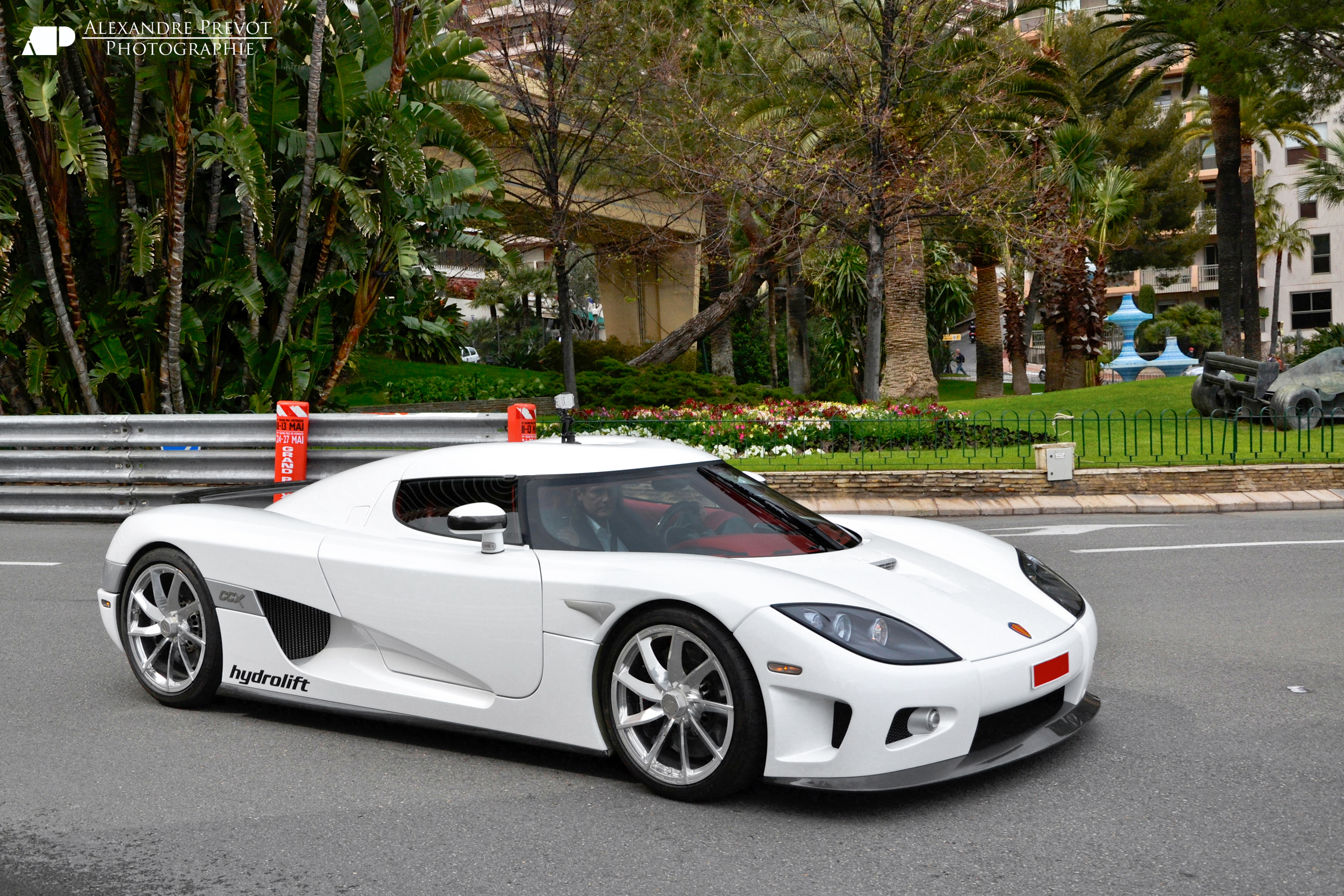
Koenigsegg CCX - шведський суперкар

Суперкар (калька з англ. supercar — над-автомобіль) — найчастіше йдеться про «суперспортивний автомобіль». Умовно виділяється підклас (верхній сегмент) ширшого класу спортивних автомобілів. Серед інших спортивних автомобілів виділяється ексклюзивним обладнанням, динамічними характеристиками та ціною. Потужність мотора вимірюється сотнями к.с., максимальна швидкість — від 300 км/год і вище (так званий «Club 330») і відповідна ціна, яка вимірюється в сотнях тисяч євро або доларів.

## Передісторія
Термін «supercar» з'явився в 1920-ті роки XX століття і закріпився в 1960-1980-ті роки, завдяки зближенню ринку стандартних легкових автомобілів і професійних перегонових моделей. 
У 1980-1990-ті роки на ринку спортивних автомобілів найвідомішими були серійні машини компаній Aston Martin, Jaguar, Porsche, Ferrari і Lamborghini, найпотужніші моделі яких мали поріг швидкості в 320-330 км/год. 
У 2000-них роках, внаслідок підвищення маркетингового попиту, стався стрибок: з'явилося покоління нових фірм, що ставлять перед собою мету створення власного автомобіля, що має «індивідуальне обличчя» і значно перевершує усталений стереотип максимуму швидкості.
Тимчасові рамки власне титулу «суперавтомобіль» рухливі, оскільки модельний ряд постійно оновлюється і з плином часу з'являються дорожчі та швидкісніші моделі. Однак найвидатніші автомобілі залишаються в історії автомобілебудування, поповнюють приватні колекції, музеї та, як правило, з часом не втрачають в ціні. Споживчий ринок має тенденцію до розширення, оскільки володіння подібною машиною є статусним символом. Найбільше поширення сам термін «суперкар» має в автомобільній пресі.

## Критерії характеристик
Термін «суперкар» зазвичай вказує на зібраний на заводі-виробнику автомобіль, що задовольняє умовам дорожніх автомобілів, аніж на модифікований звичайний автомобіль, що може мати схожі характеристики. Суперкари зазвичай розраховані на дорожнє використання, а не на перегони, і тому їх стандартне обладнання не включає каркас безпеки та інші речі потрібні для перегонового автомобіля (боліду).

## Фотогалерея за роками

### 1960-ті

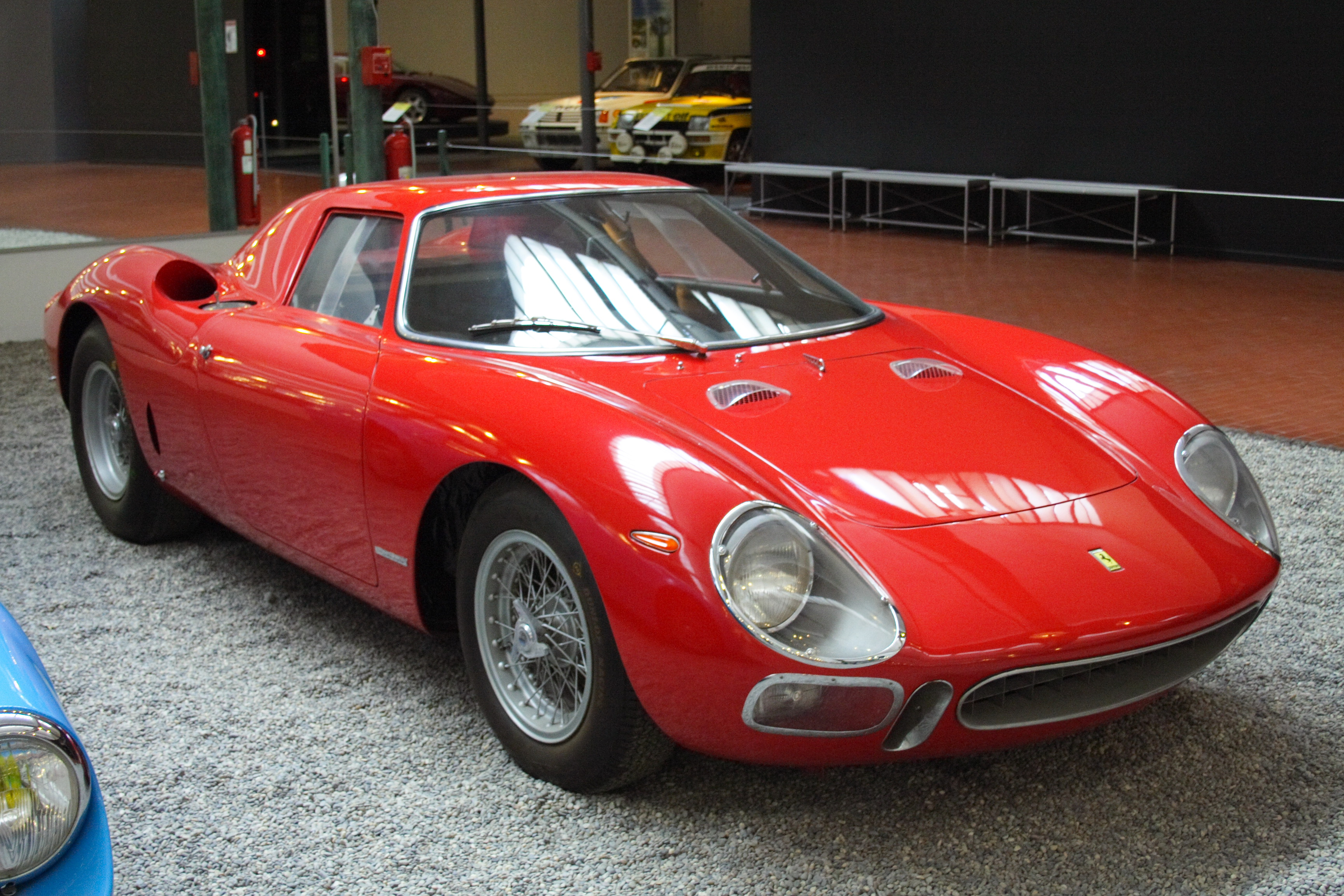
Ferrari 250 LM (1965–1966)
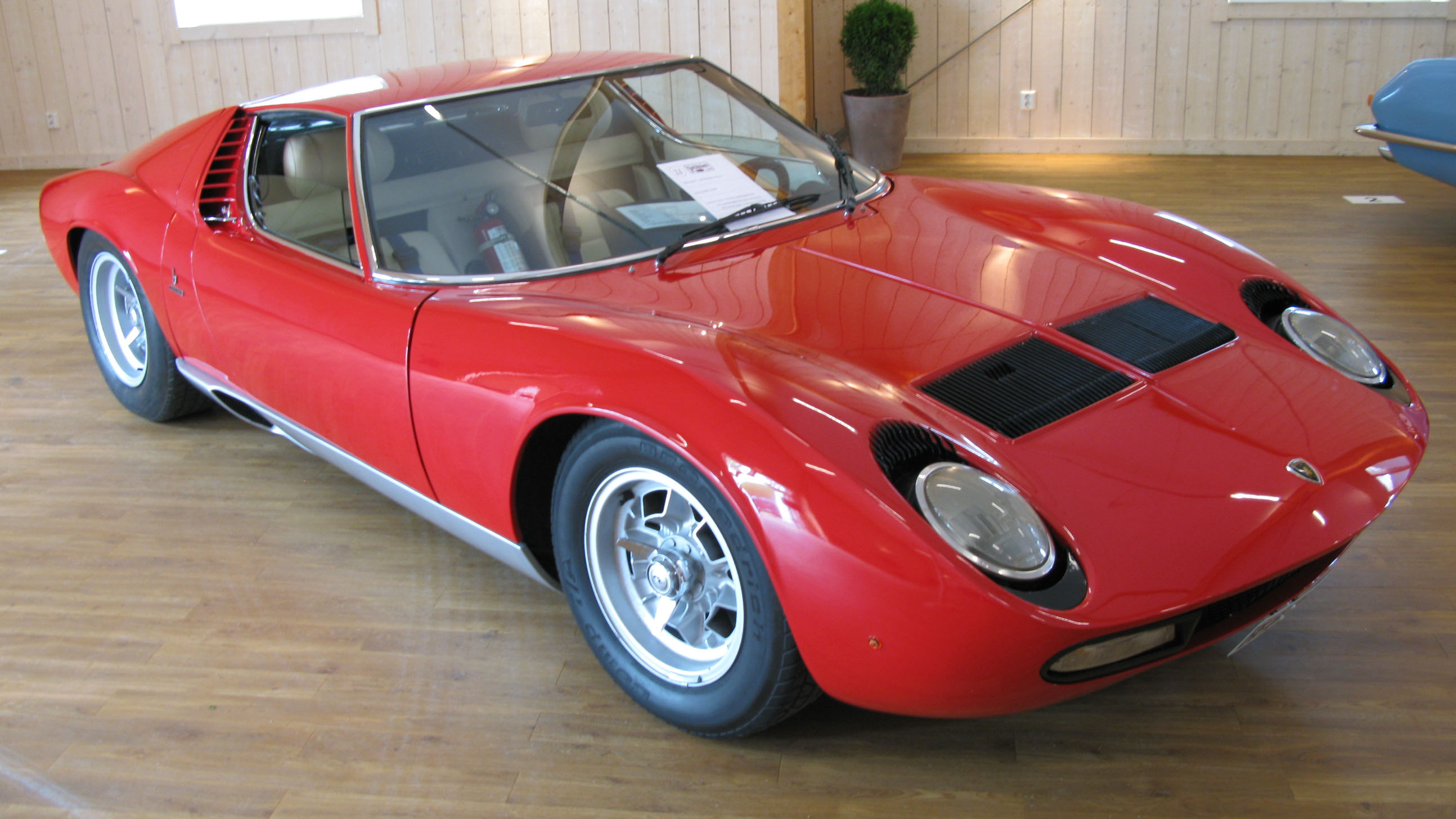
Lamborghini Miura (1966-1973)
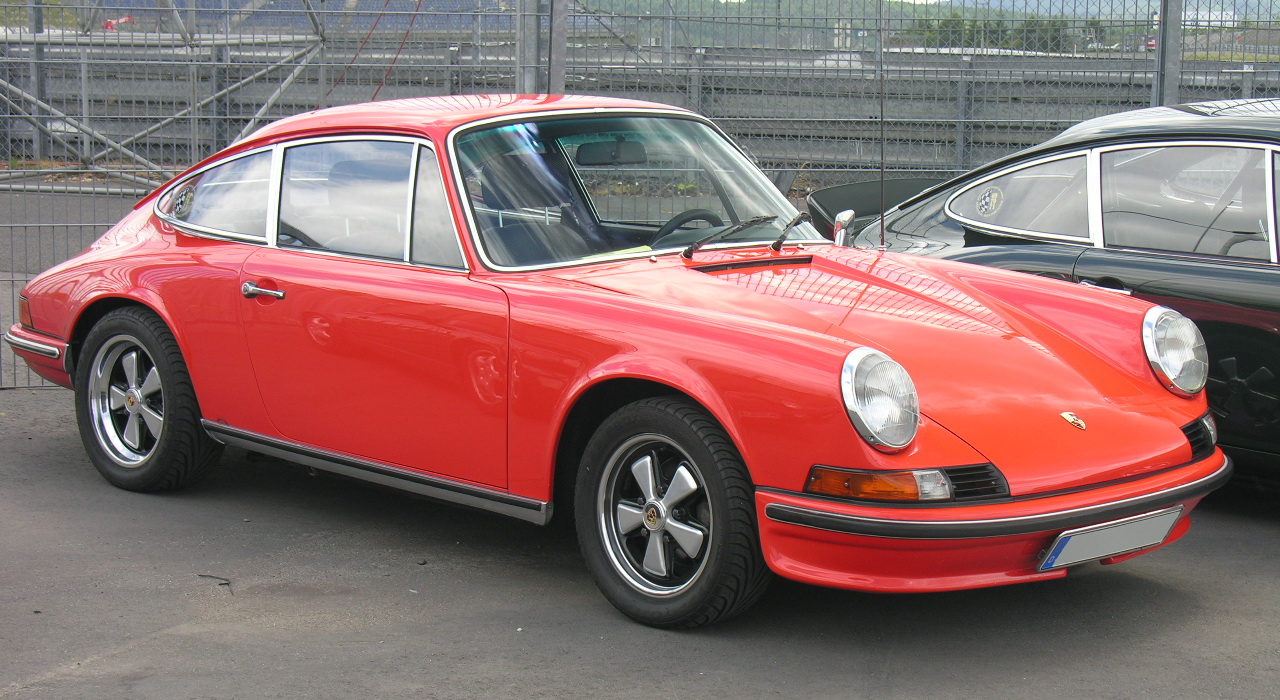
Porsche 911 (1964–1989)
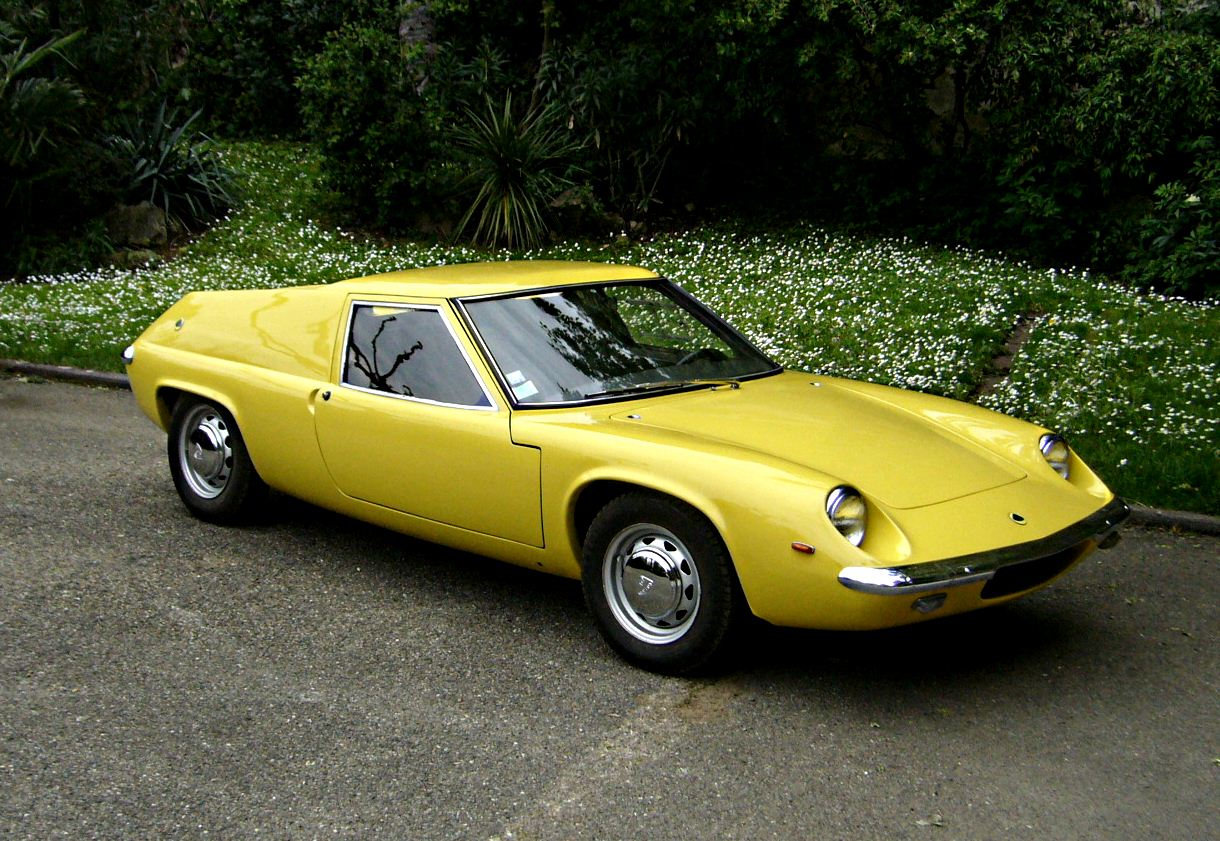
Lotus Europa (1966-1975)
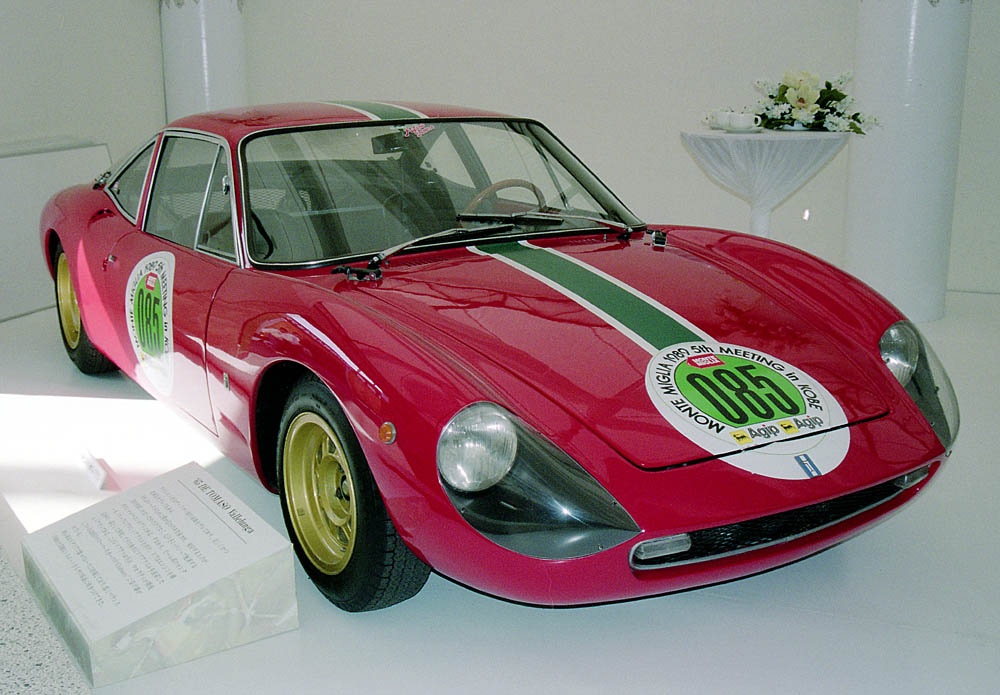
De Tomaso Vallelunga (1964-1968)
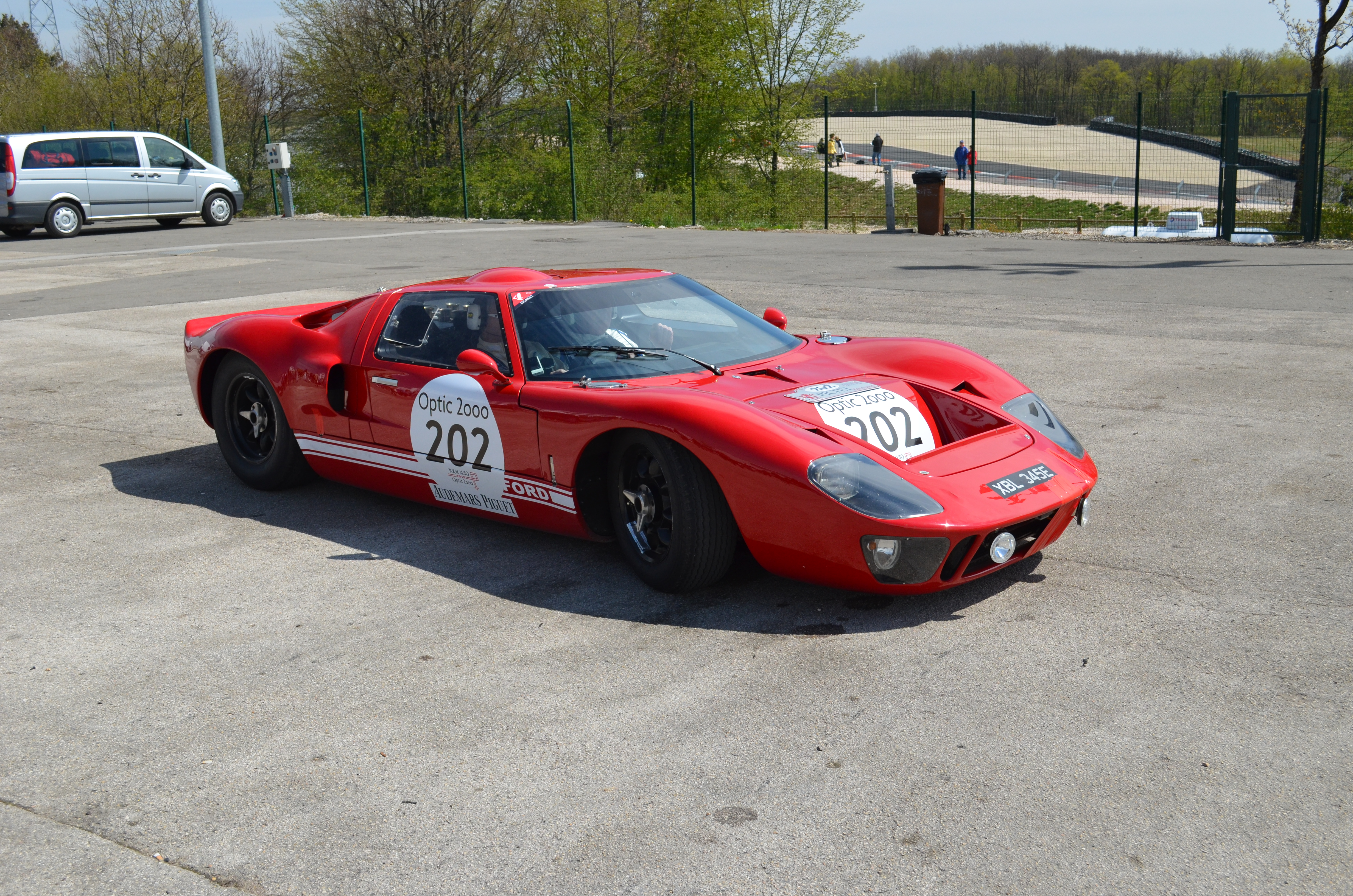
Ford GT40 (1964-1969)

### 1970-ті

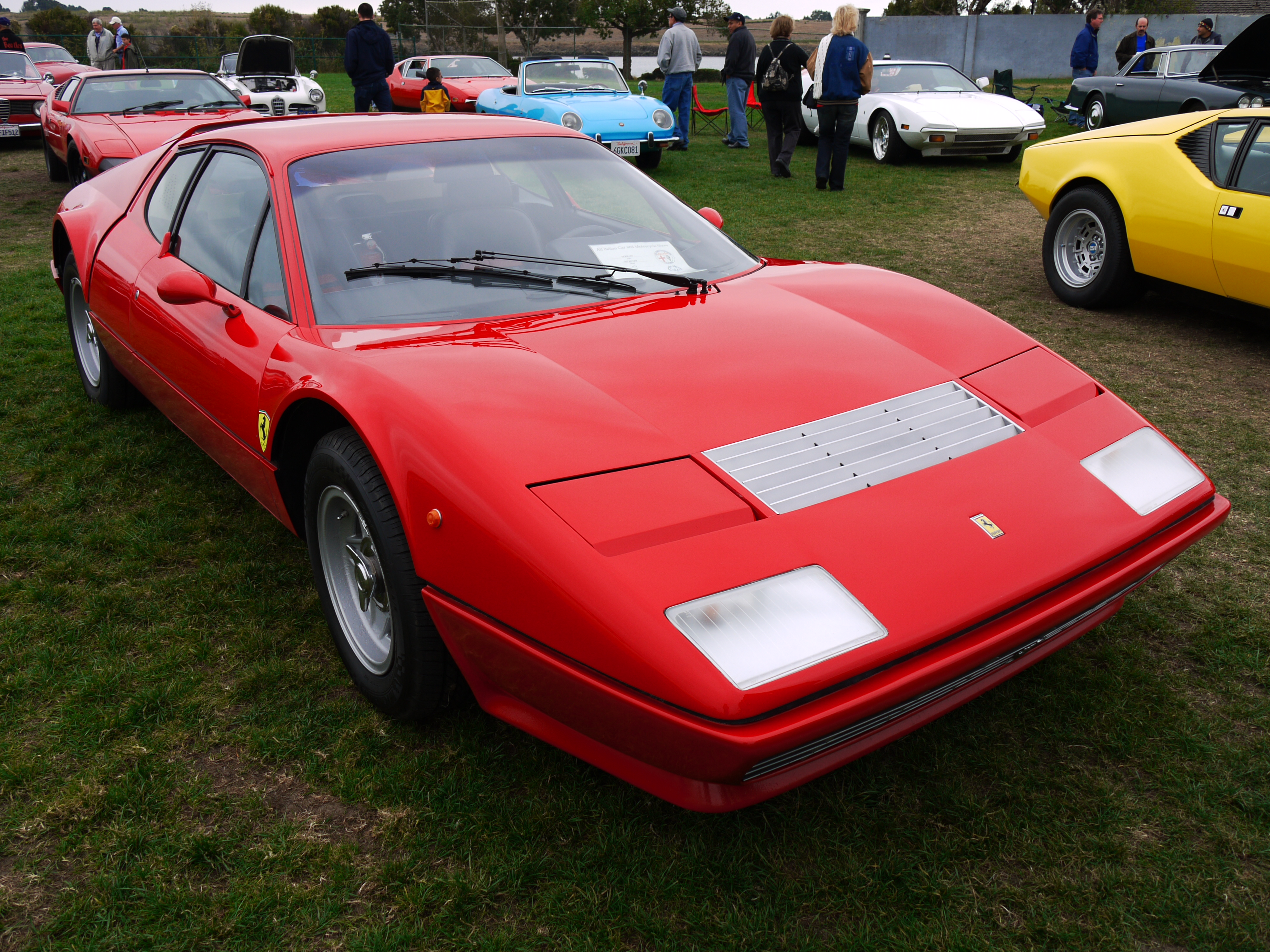
Ferrari Berlinetta Boxer (1973–1984)
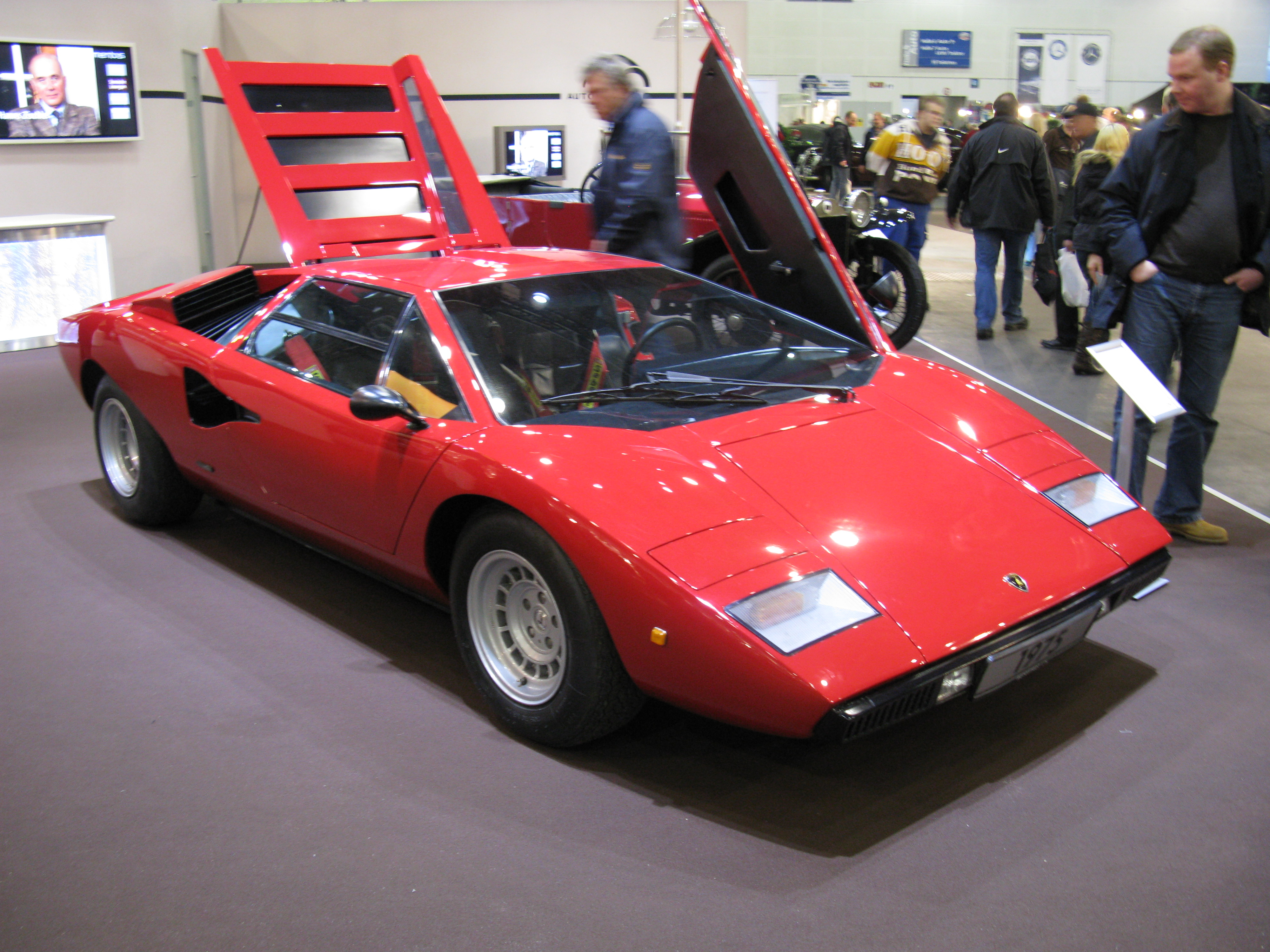
Lamborghini Countach LP500 S (1974–1981)
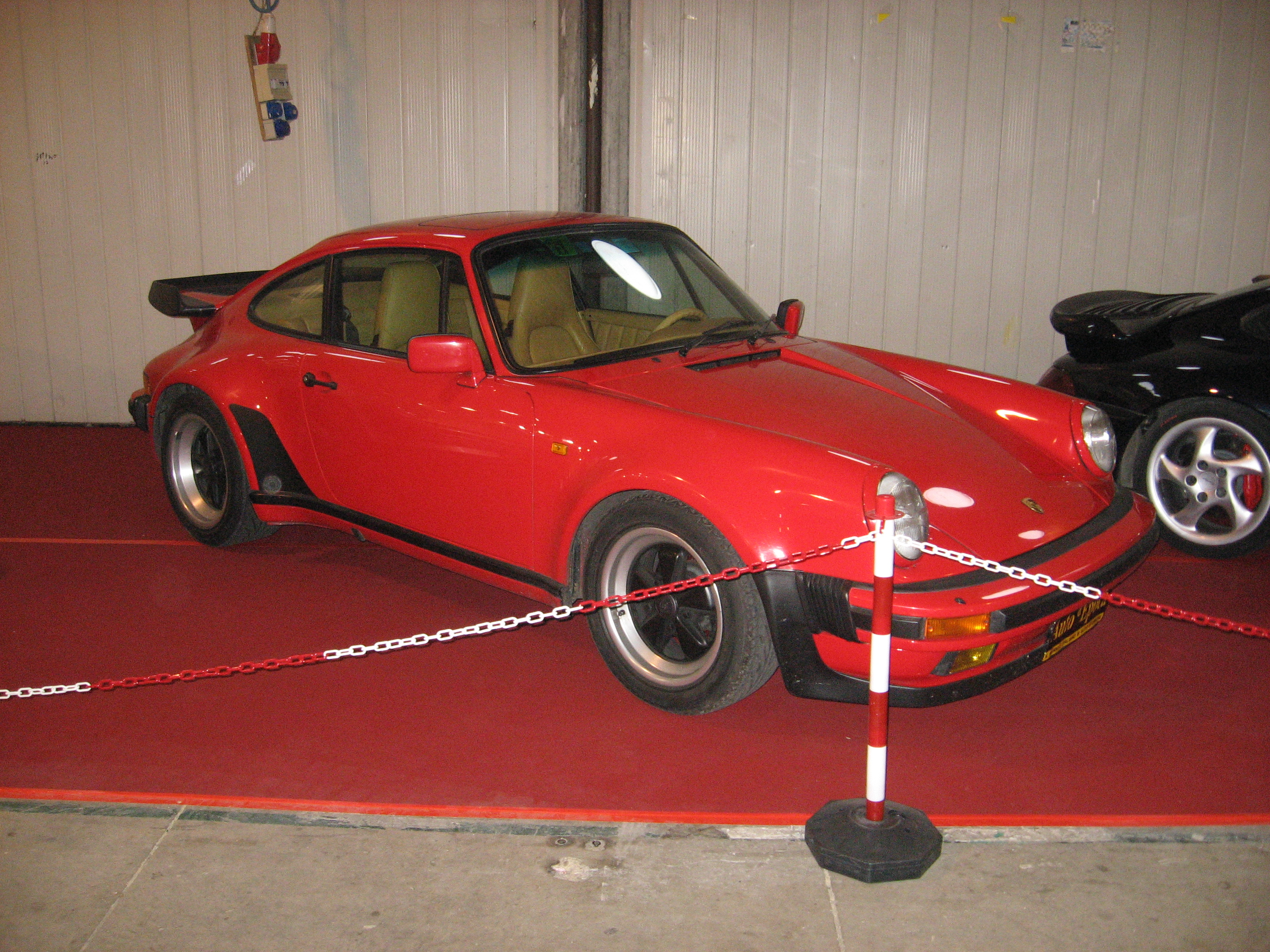
Porsche 911 Turbo (1975–1989)
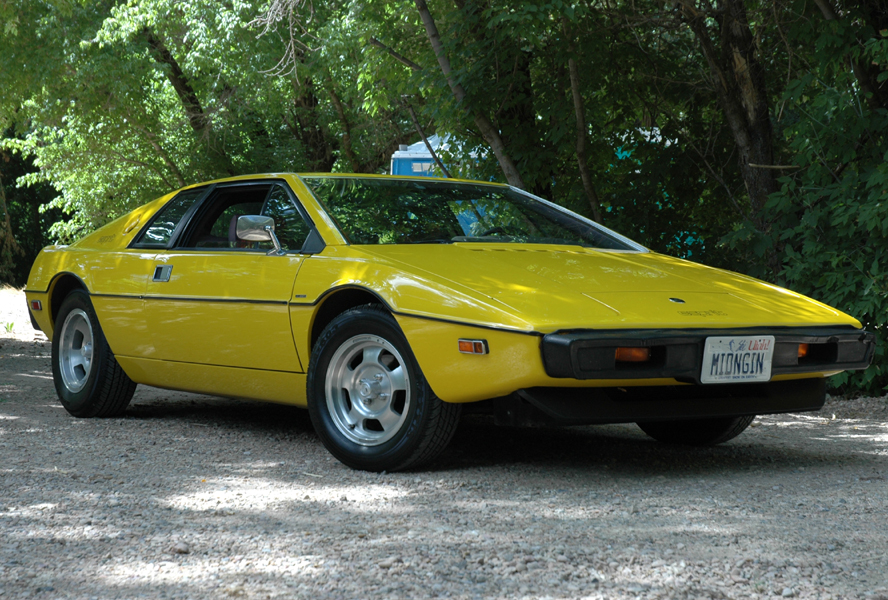
Lotus Esprit S1 (1976-1978)
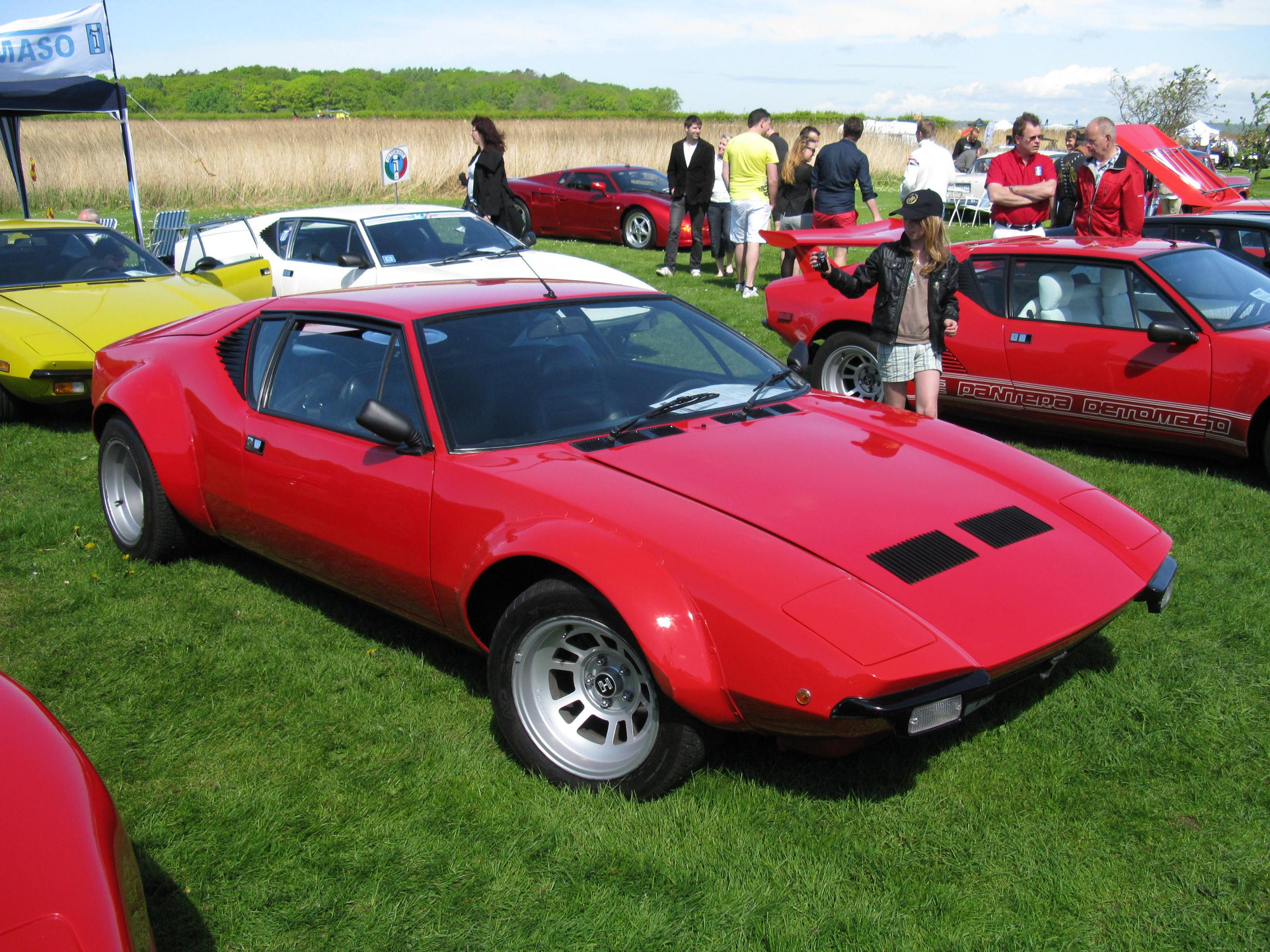
De Tomaso Pantera (1971-1992)
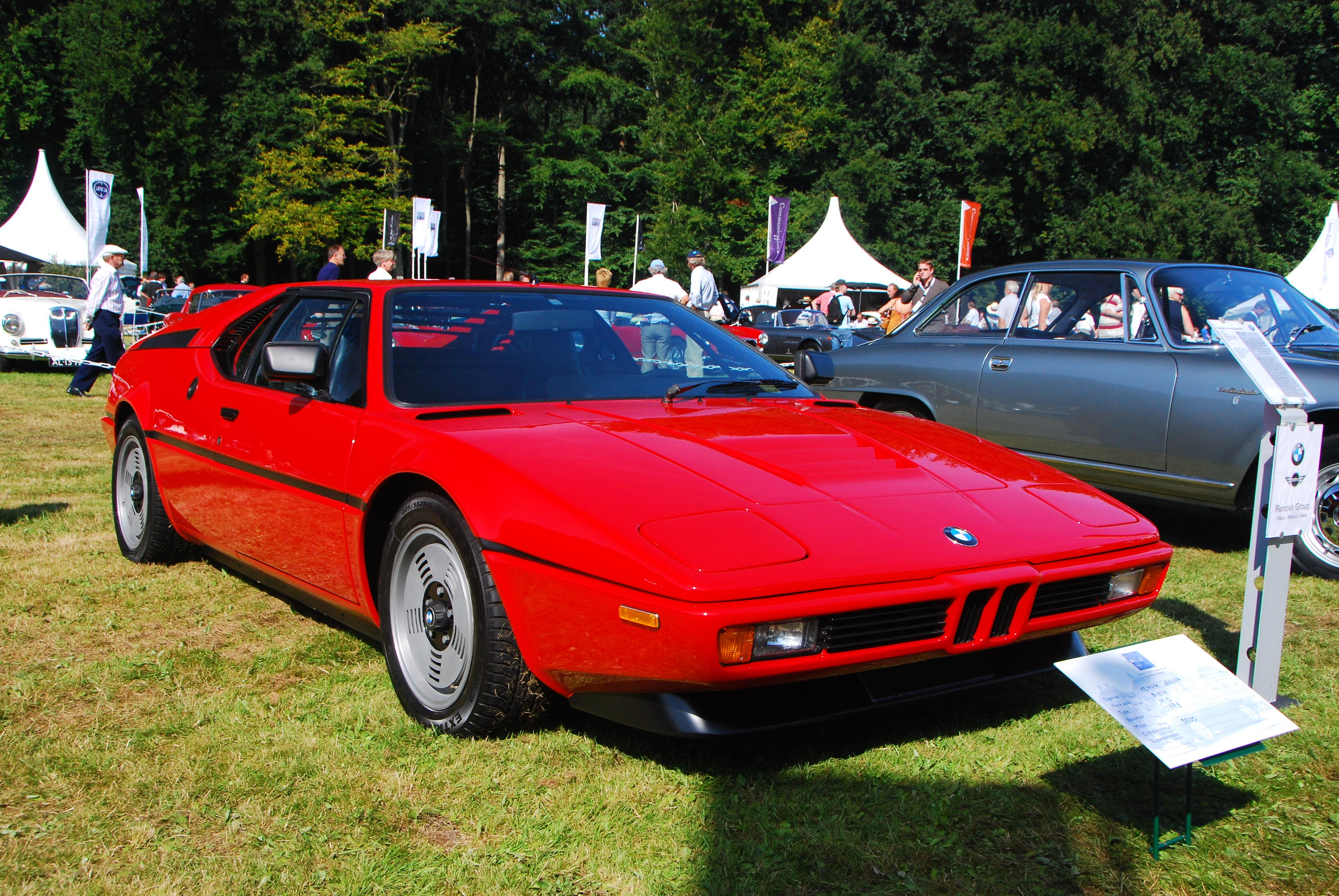
BMW M1 (1978-1981)

### 1980-ті

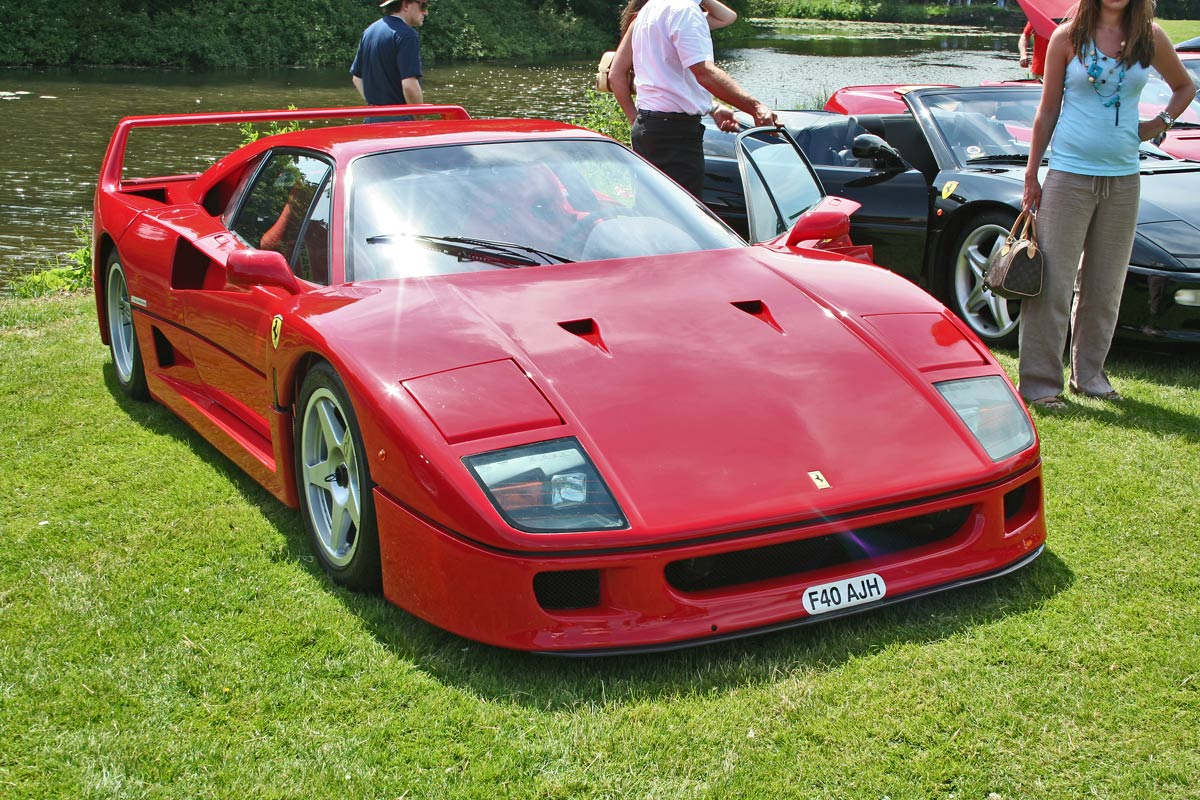
Ferrari F40 (1987–1996)
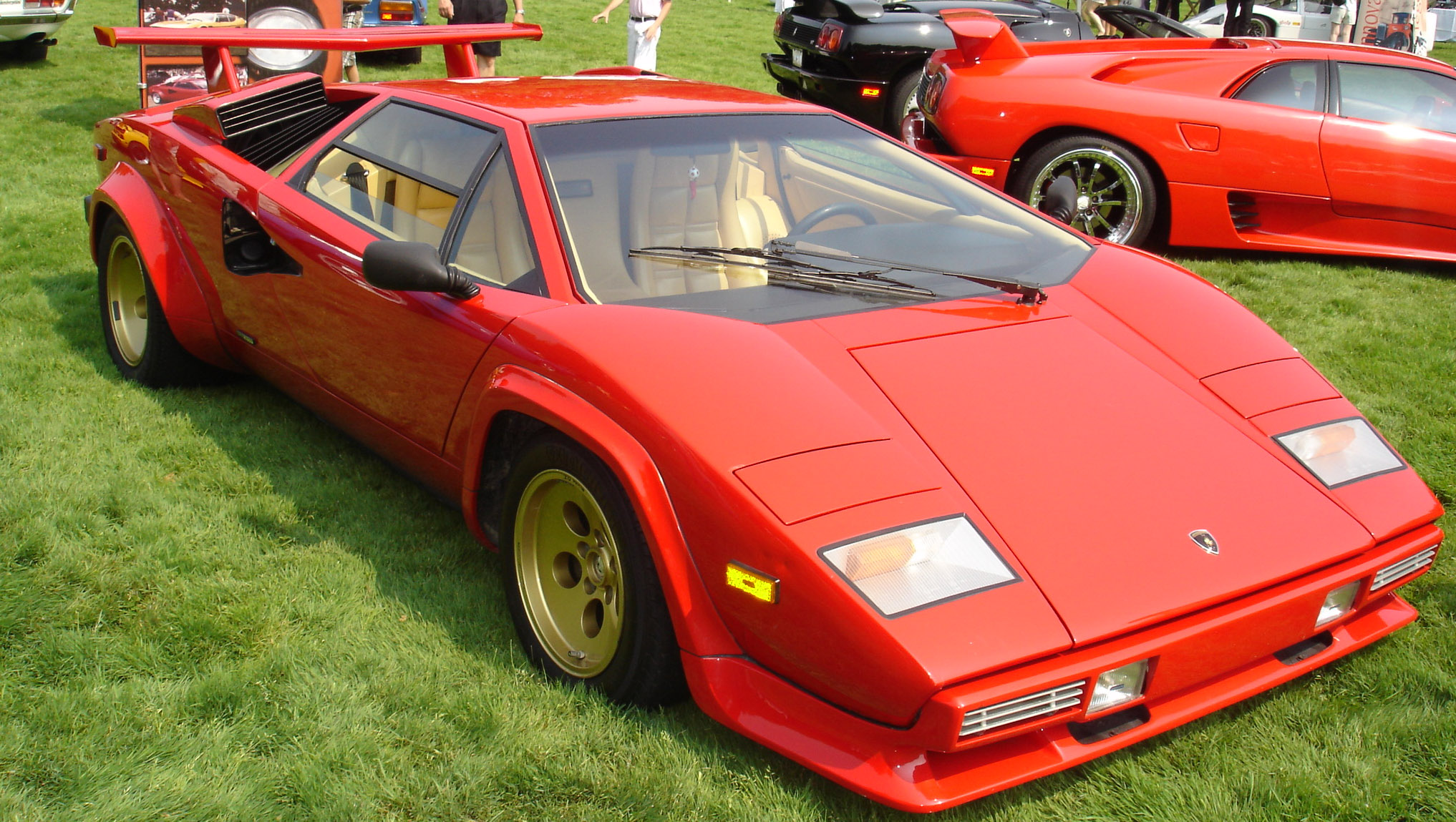
Lamborghini Countach LP400 (1982–1983)
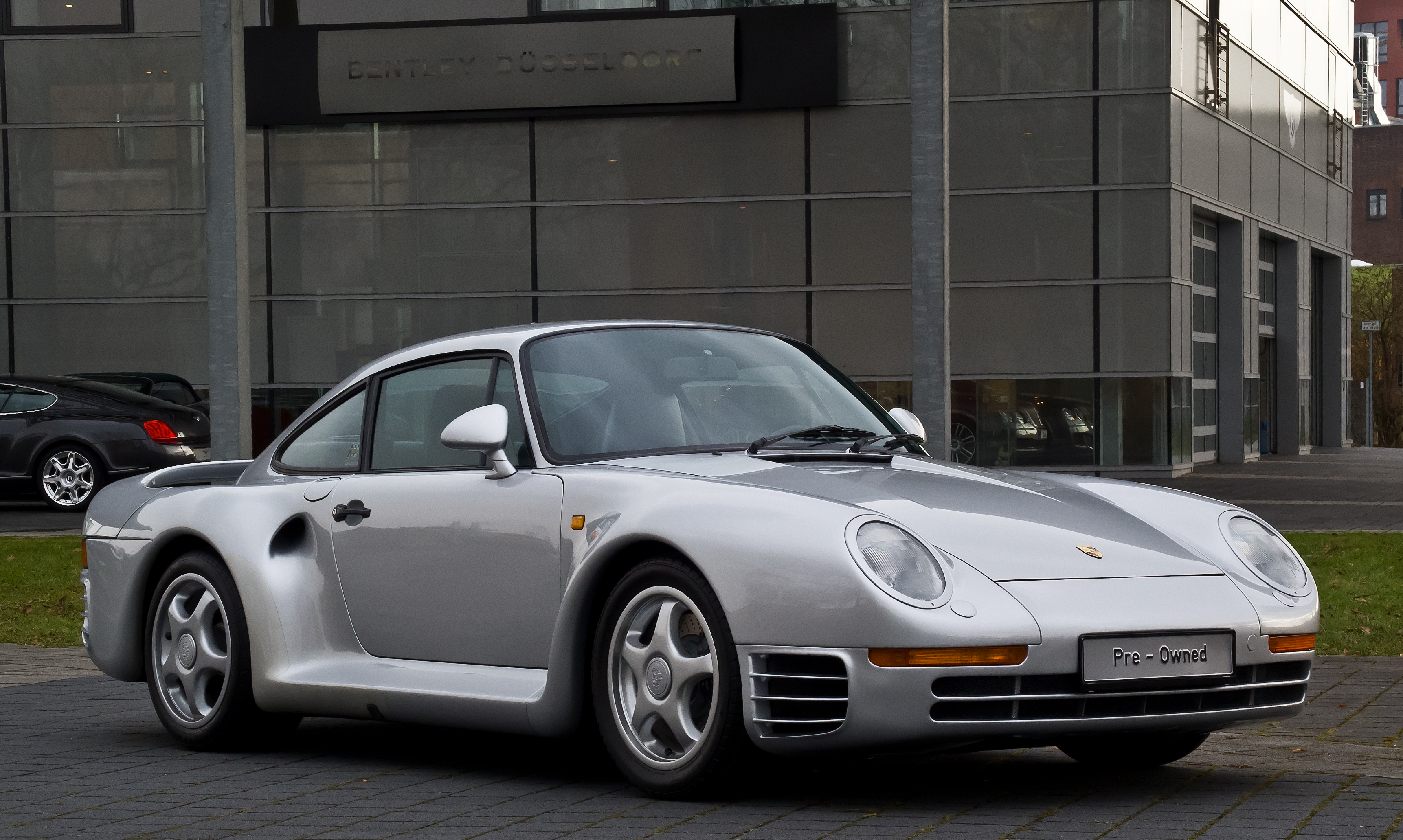
Porsche 959 (1986–1988 i 1992-1993)
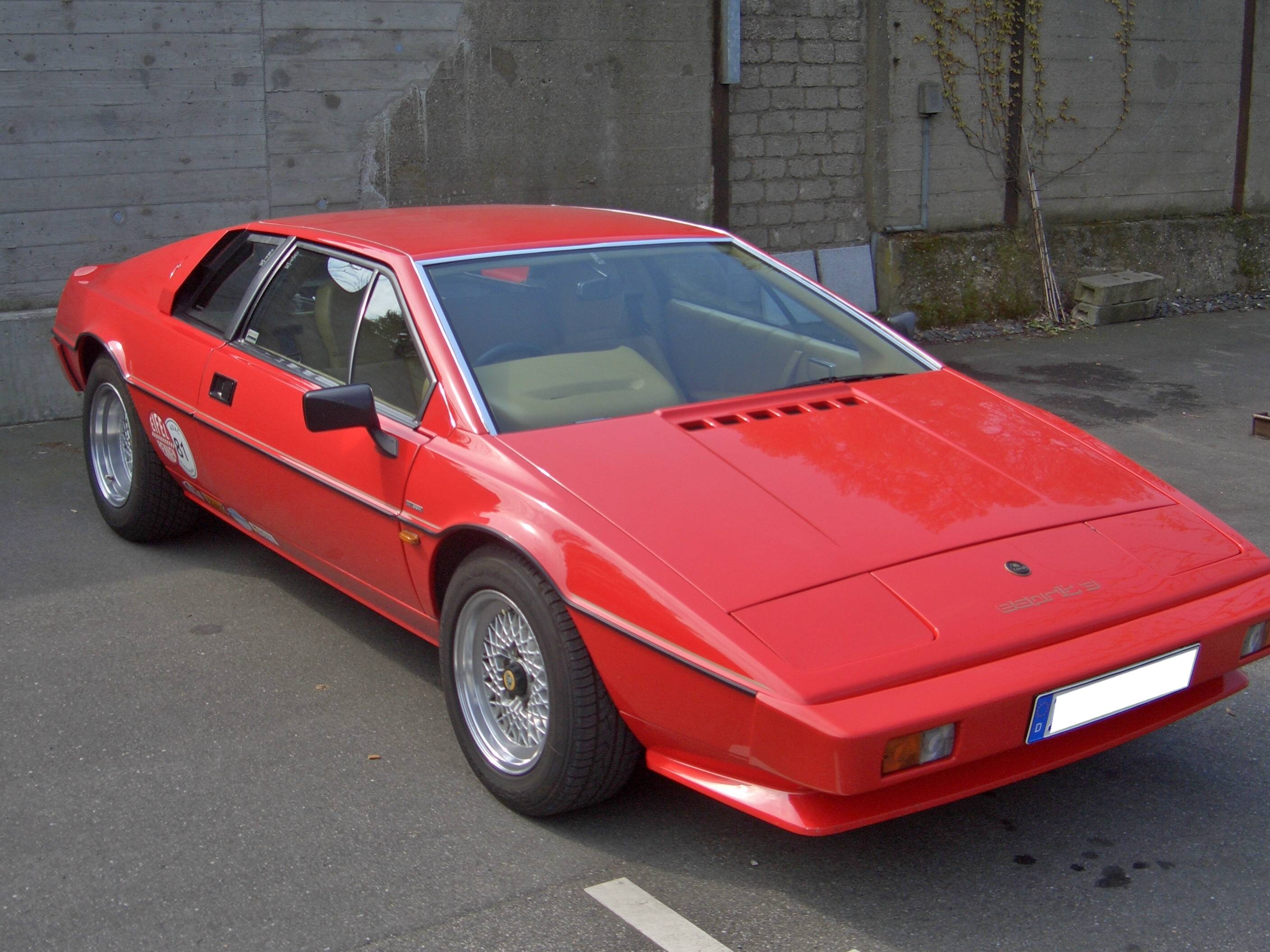
Lotus Esprit S3 (1981-1987)
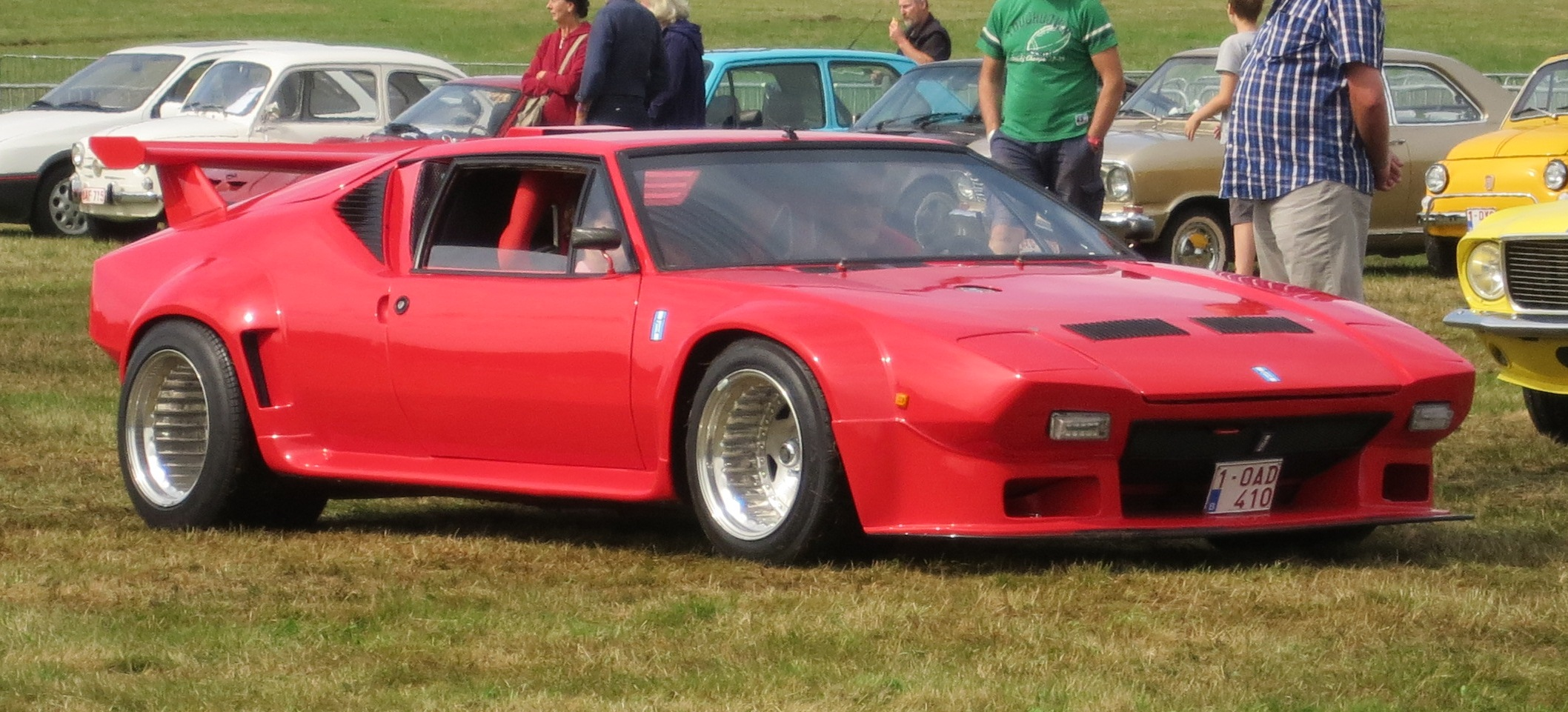
De Tomaso Pantera GT5 (1980-1992)
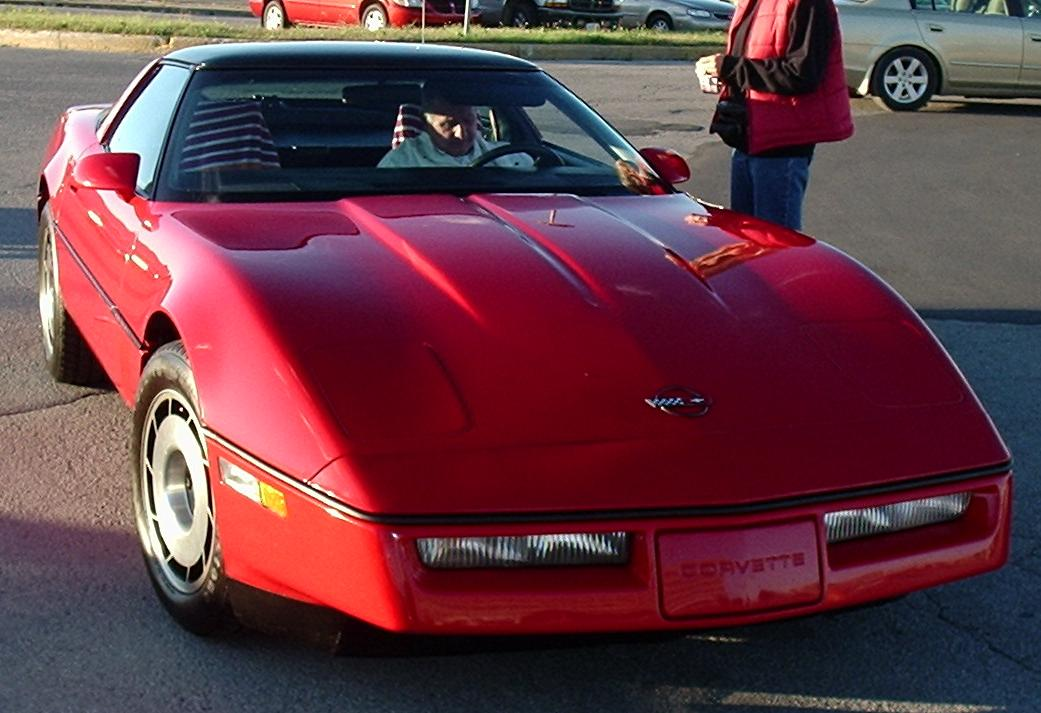
Chevrolet Corvette (C4) (1983–1996)

### 1990-ті

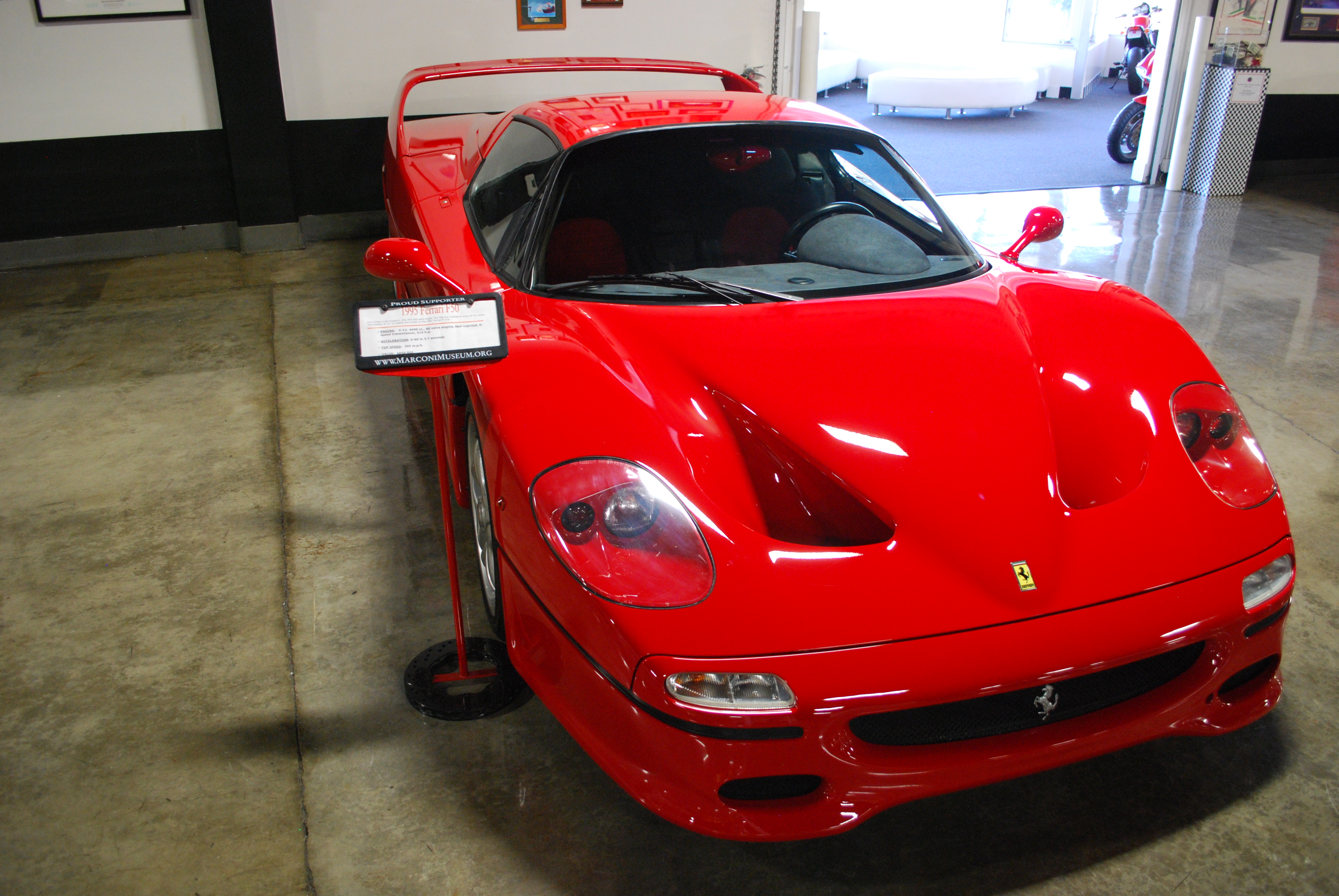
Ferrari F50 (1995–1997 i 2001)
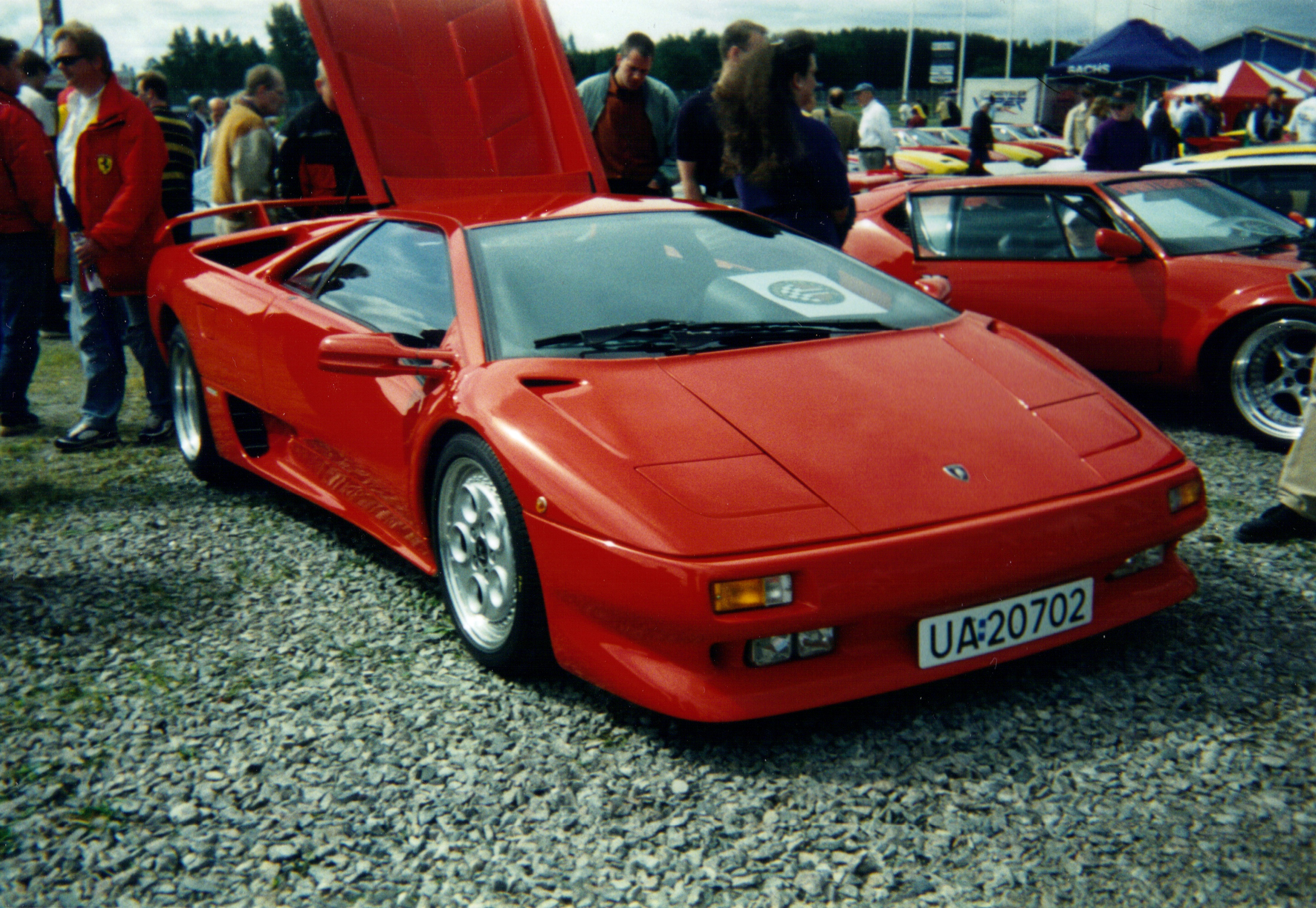
Lamborghini Diablo (1990–2001)
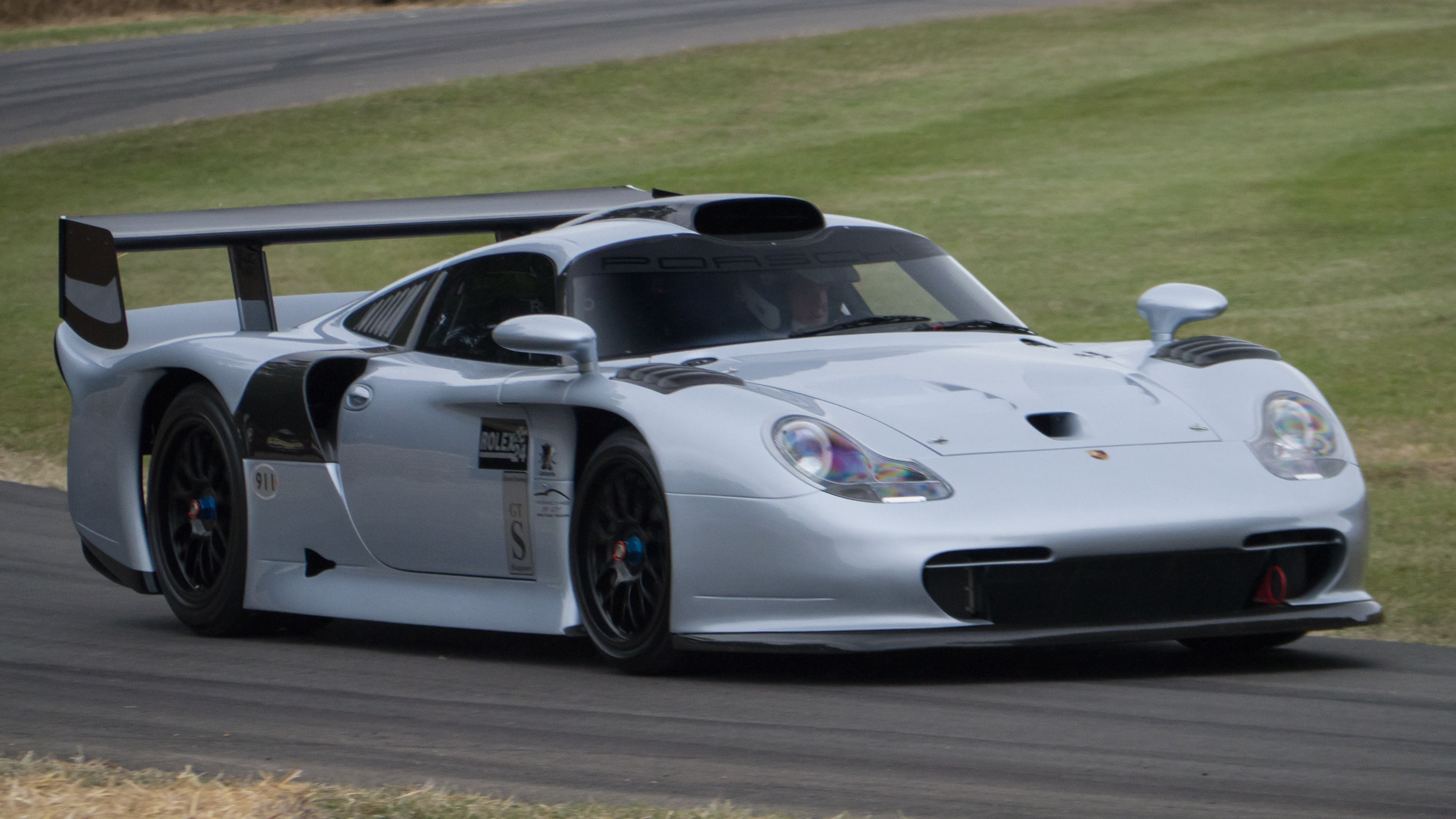
Porsche 911 GT1 Straßenversion (1996–1999)
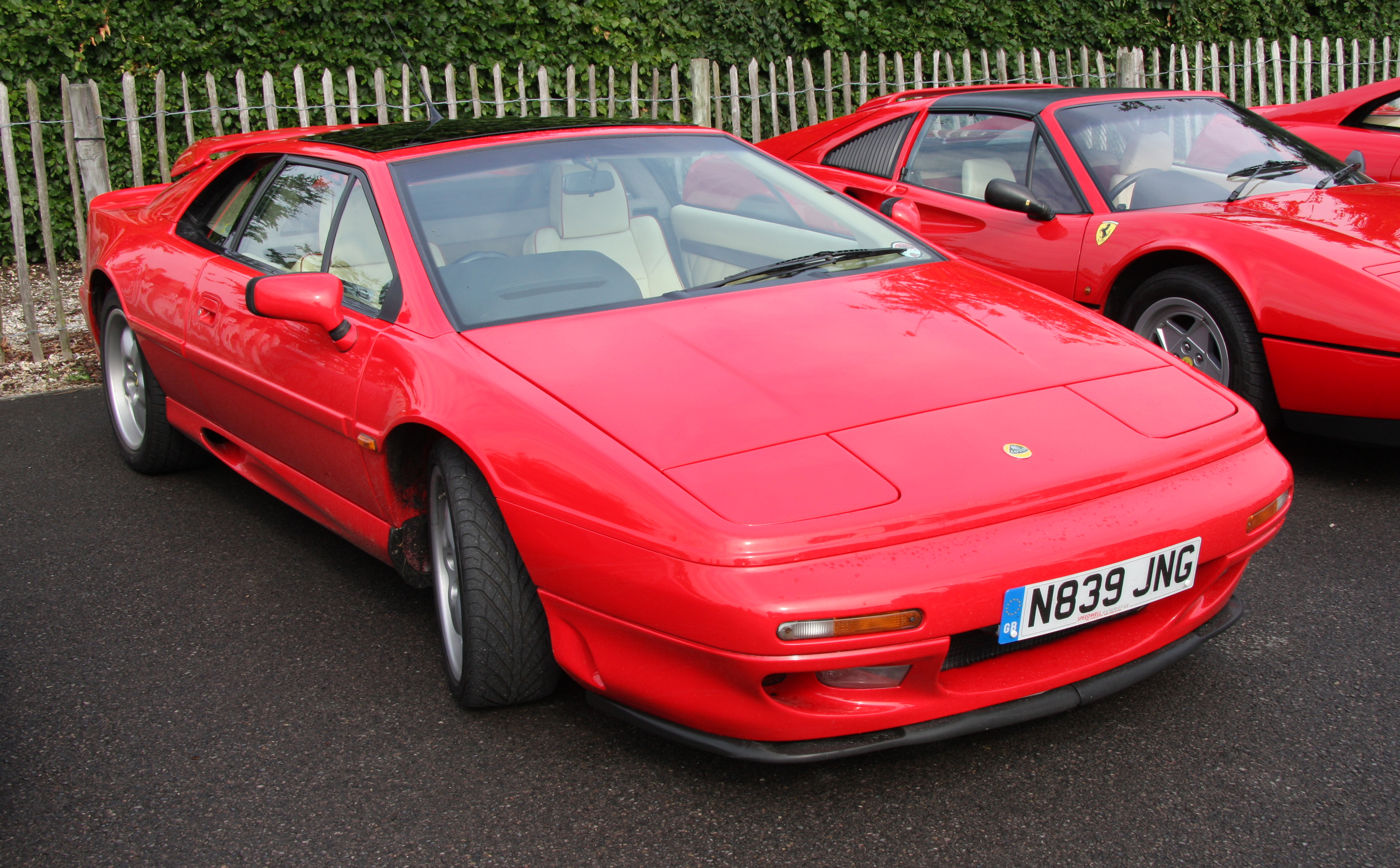
Lotus Esprit S4 (1993-2004)
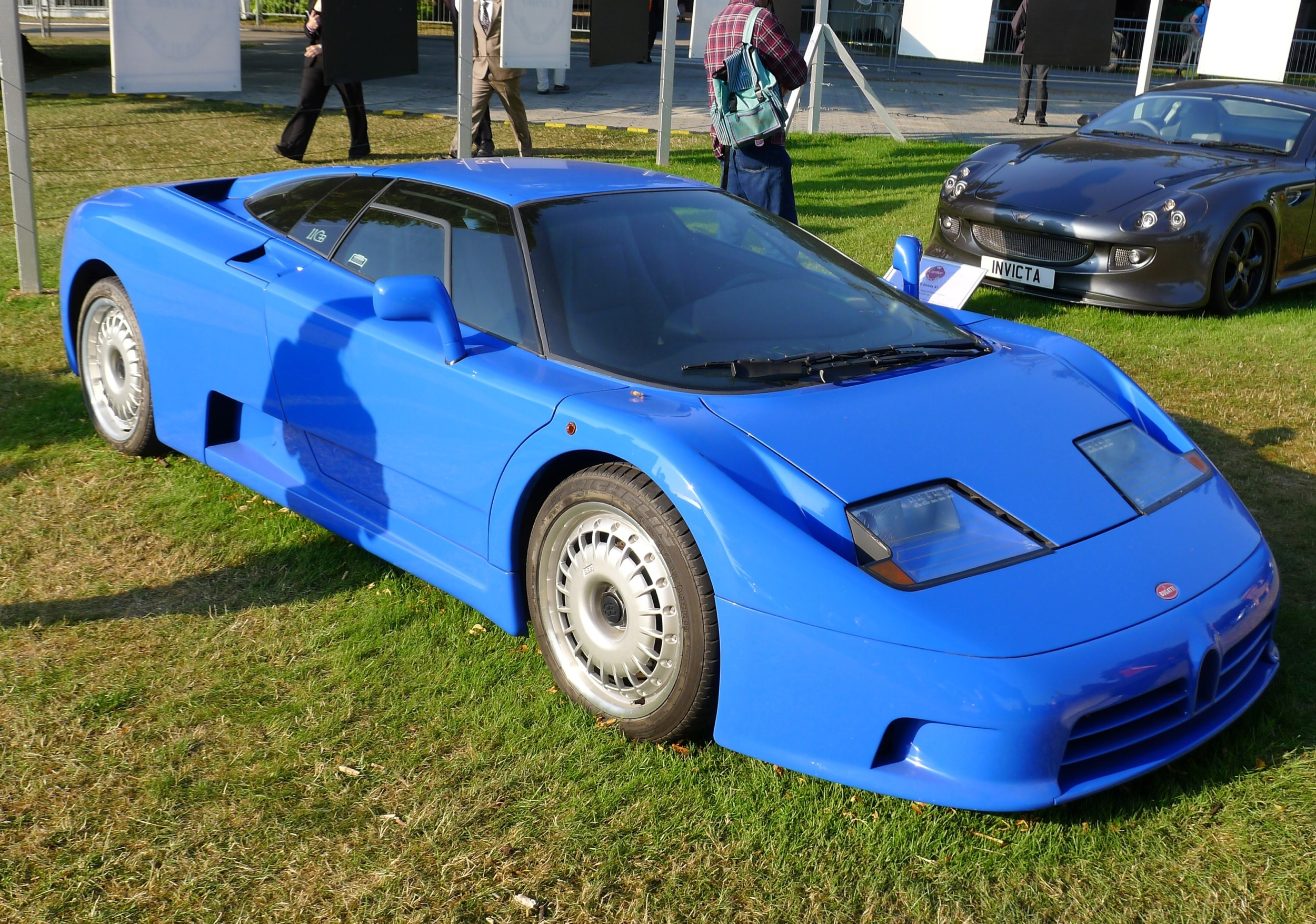
Bugatti EB110 (1991–1995)
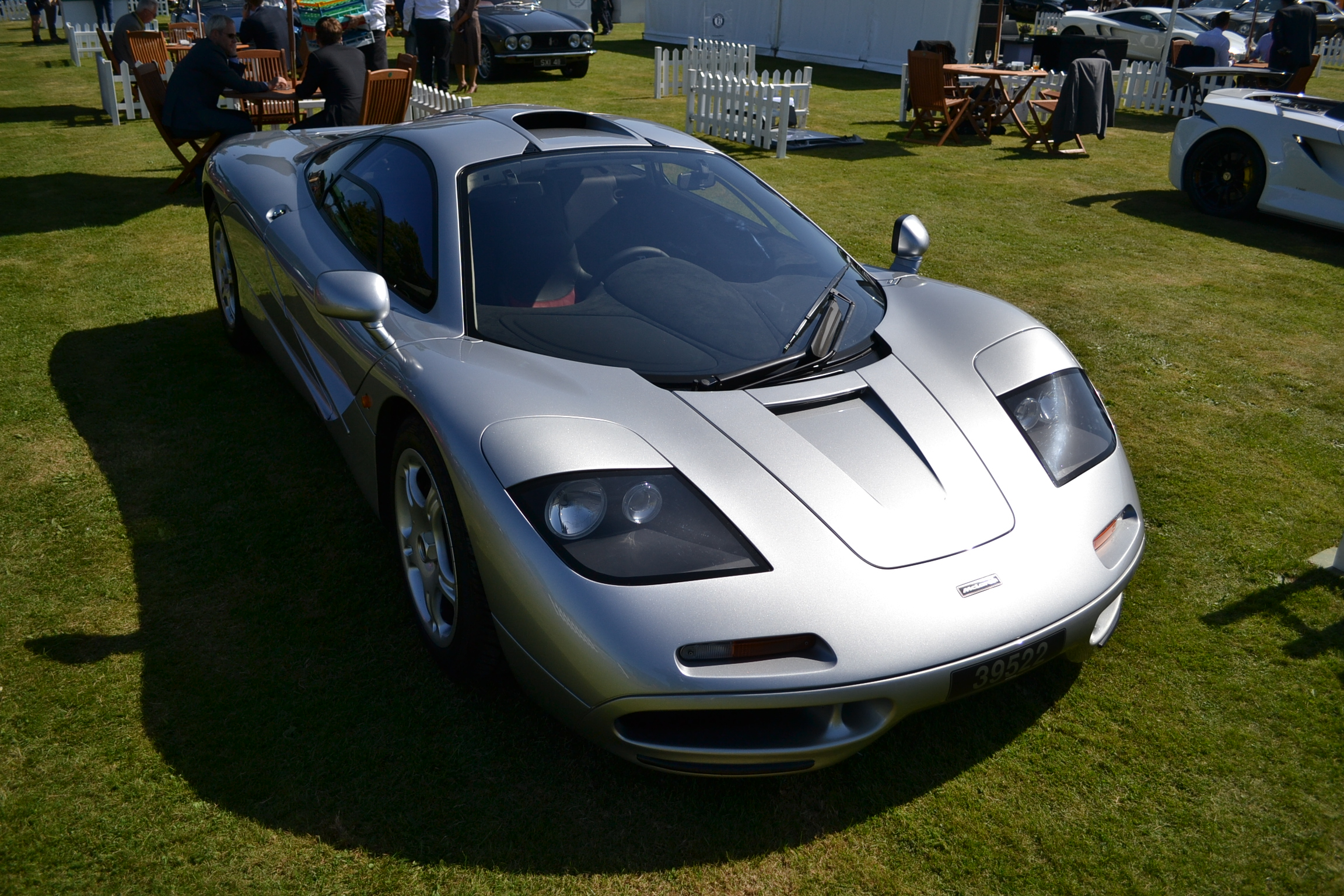
McLaren F1 (1992–1999)

### 2000-ні

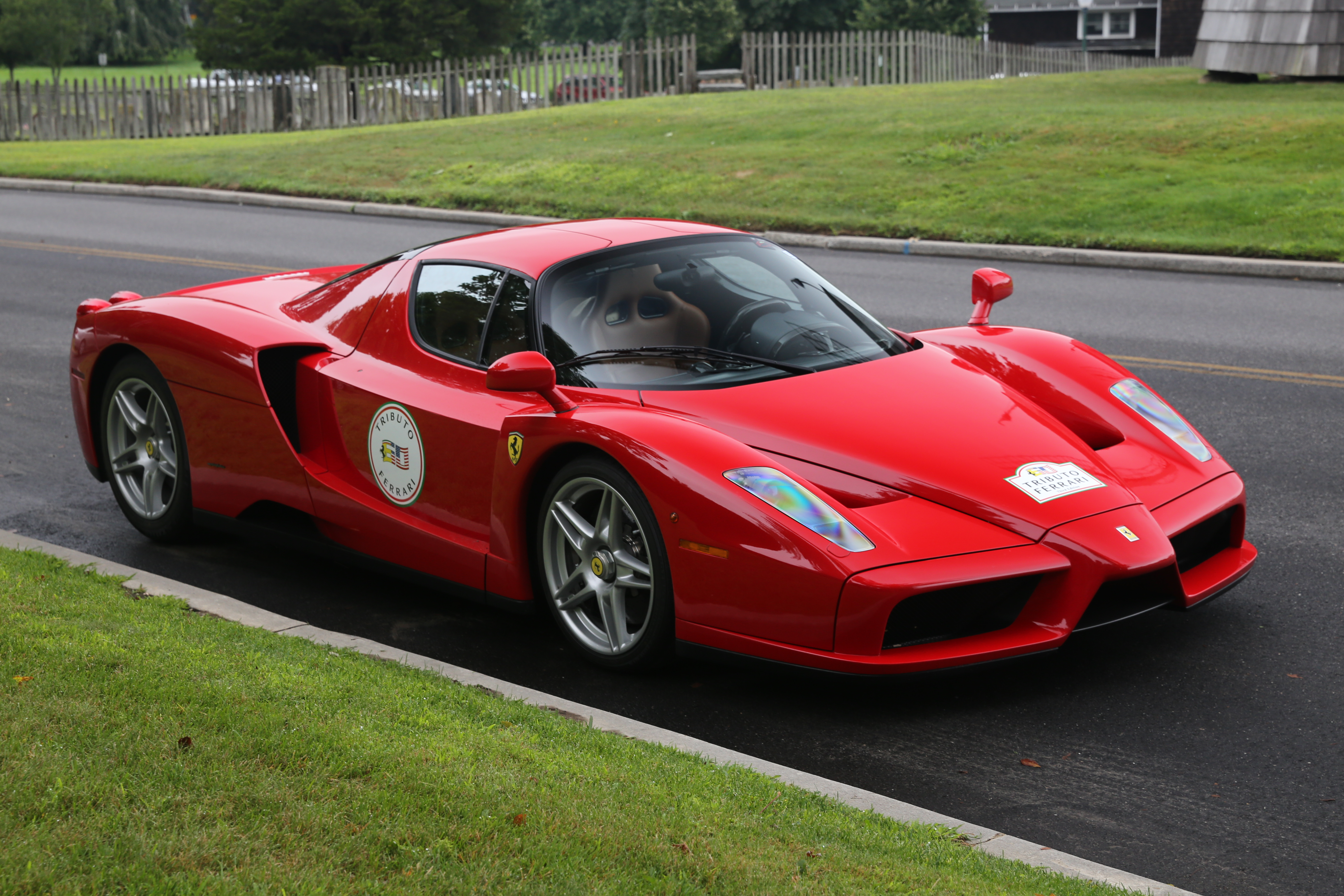
Ferrari Enzo Ferrari (2002-2004)
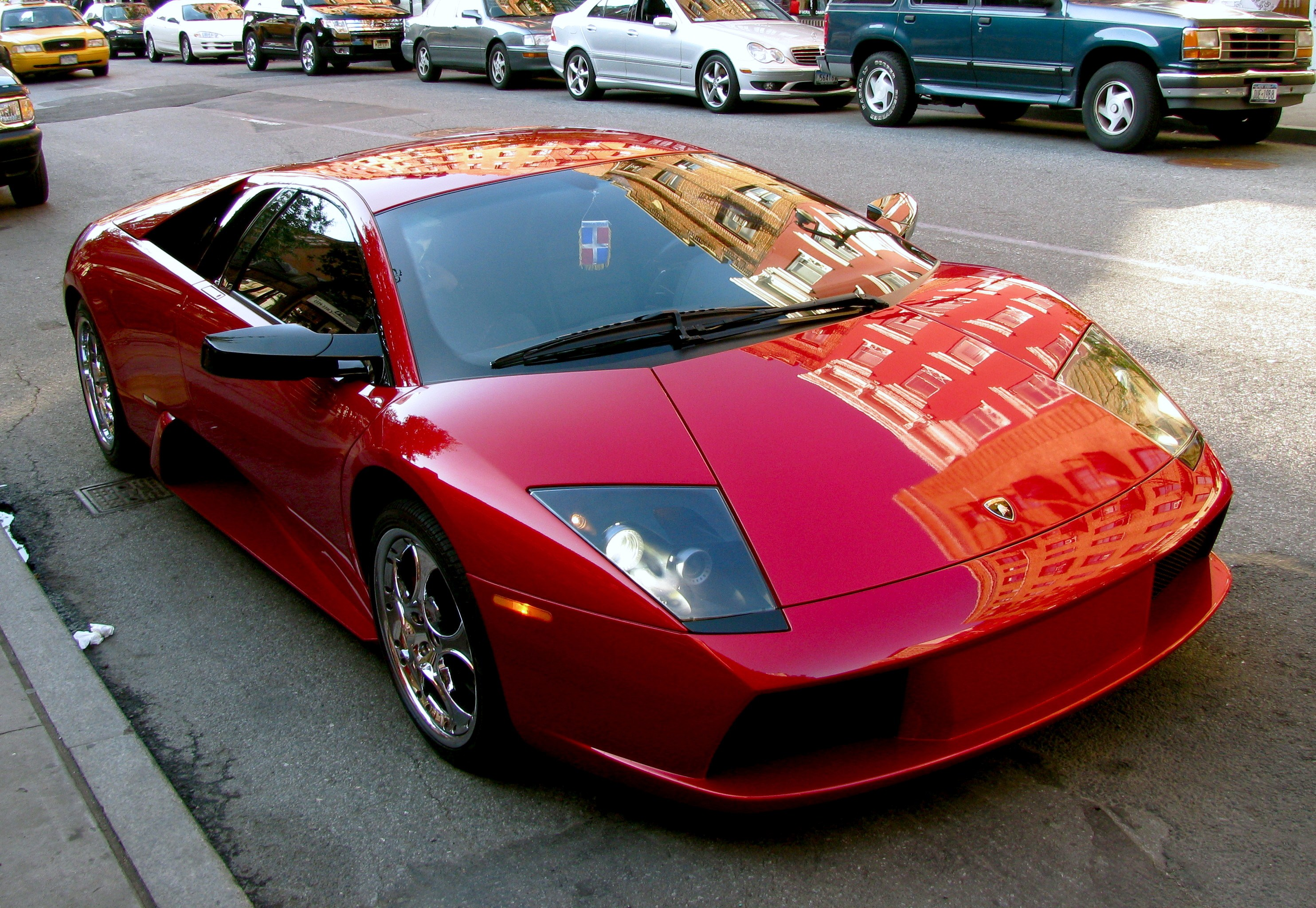
Lamborghini Murciélago (2001-2010)
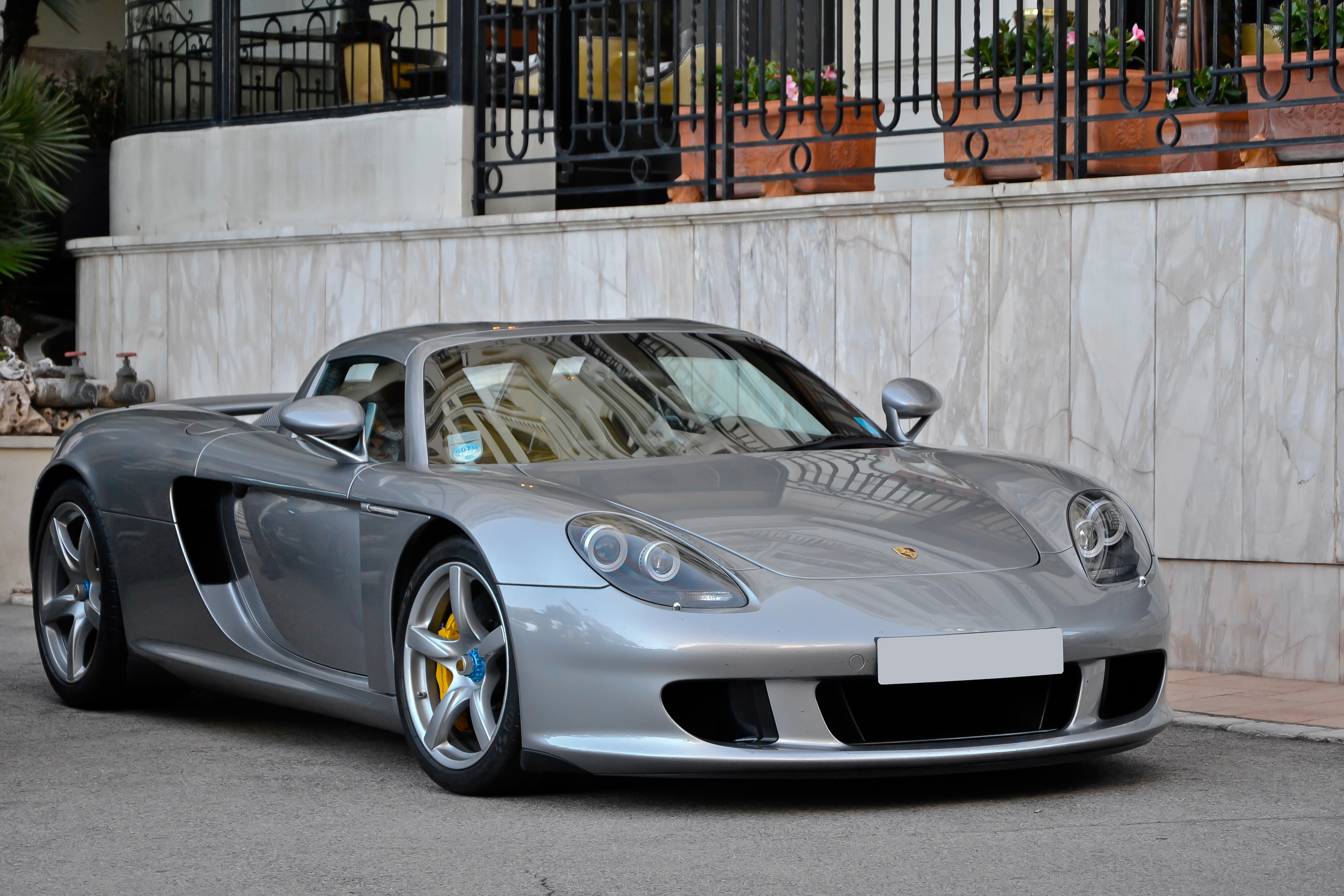
Porsche Carrera GT (2004-2007)
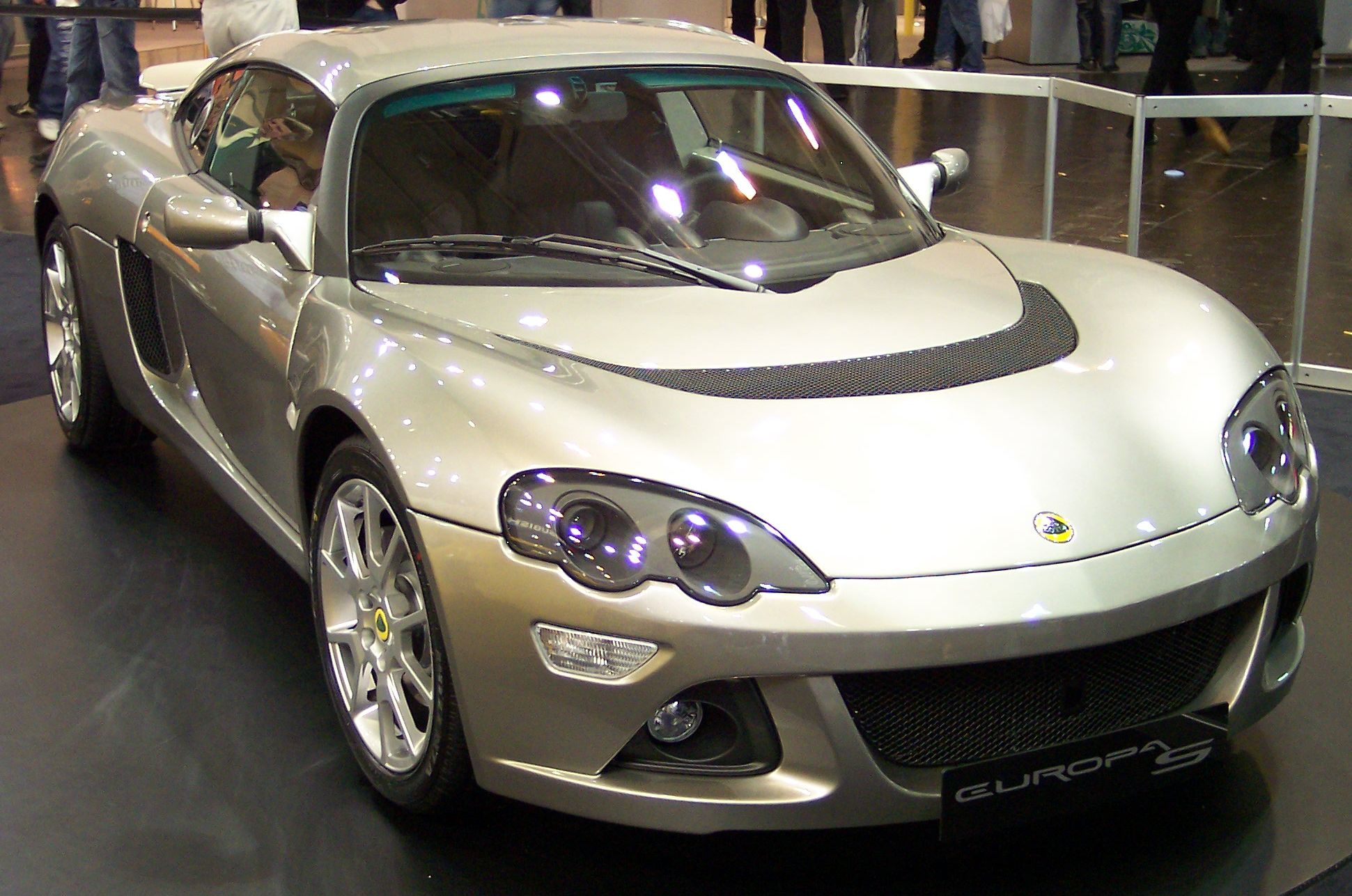
Lotus Europa S (2006-2010)
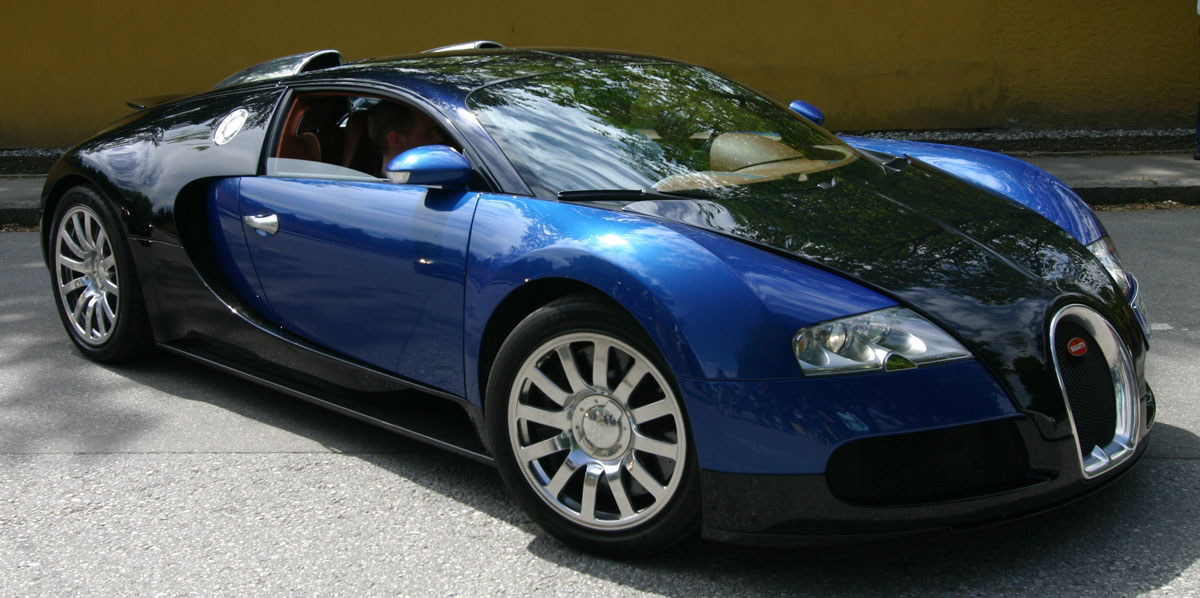
Bugatti EB 16.4 Veyron (2005-2015)
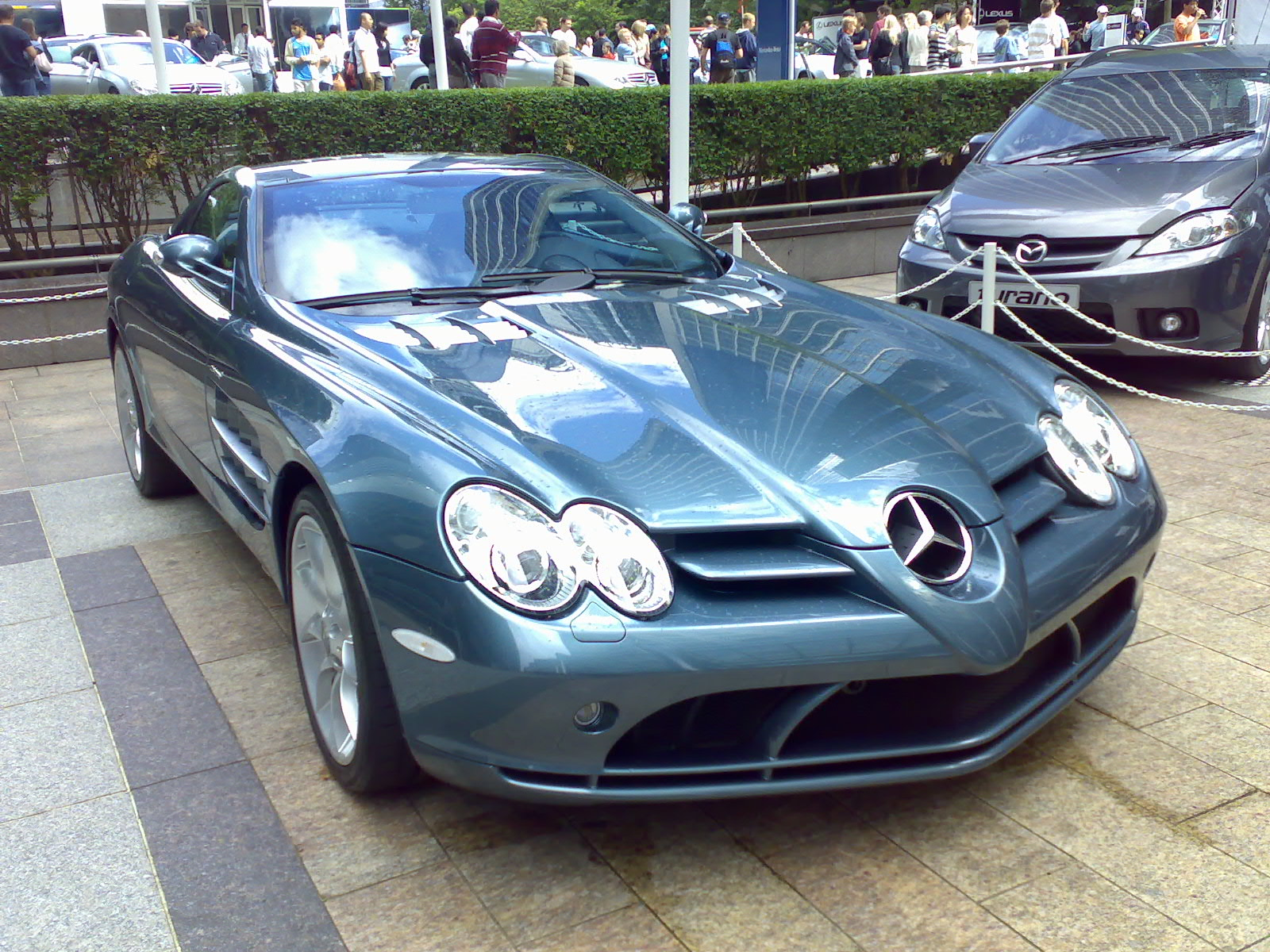
Mercedes-Benz SLR McLaren (2003-2010)

### 2010-ті

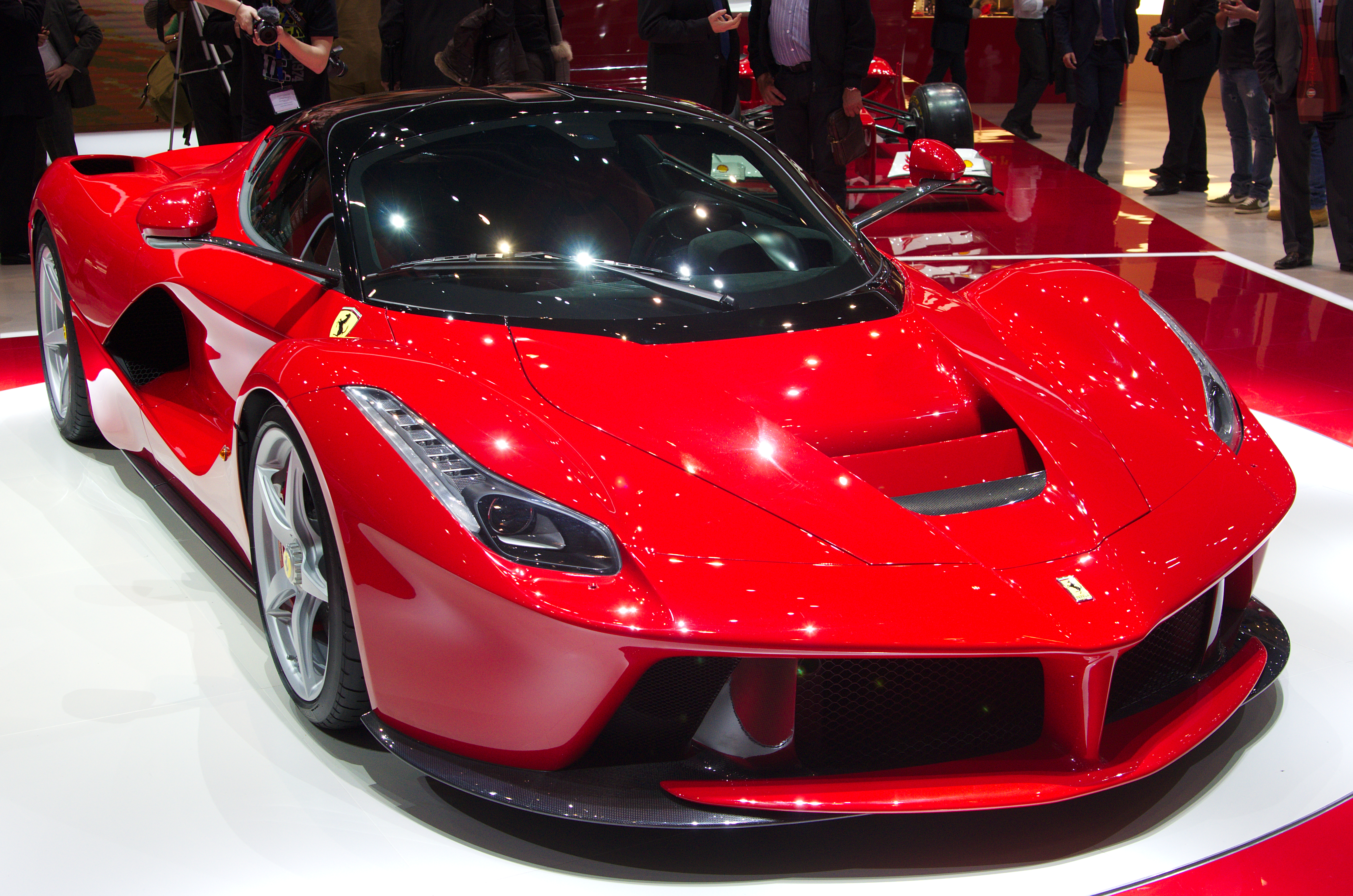
Ferrari LaFerrari (2013-2015)
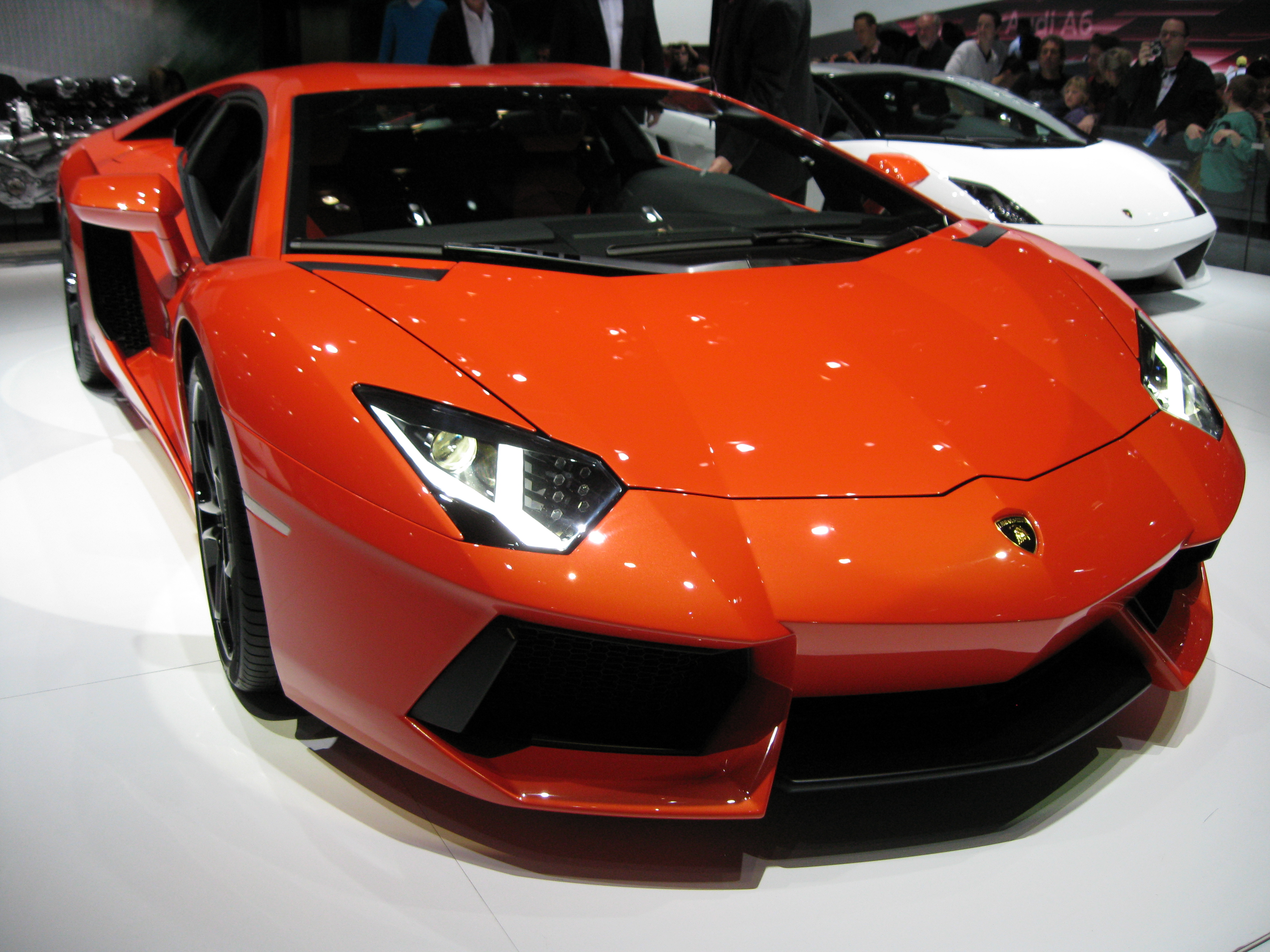
Lamborghini Aventador (2011-)
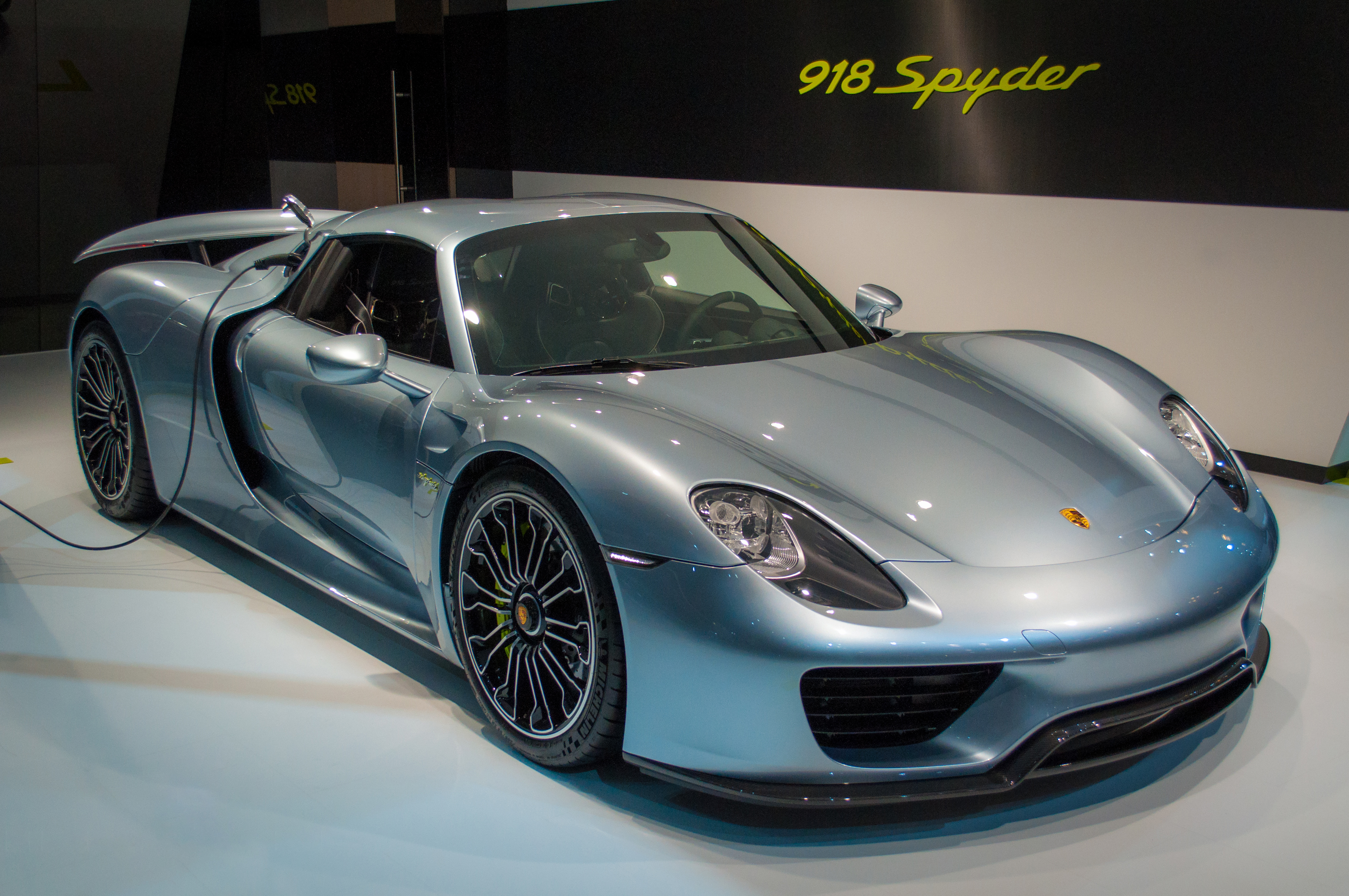
Porsche 918 Spyder (2013-2015)
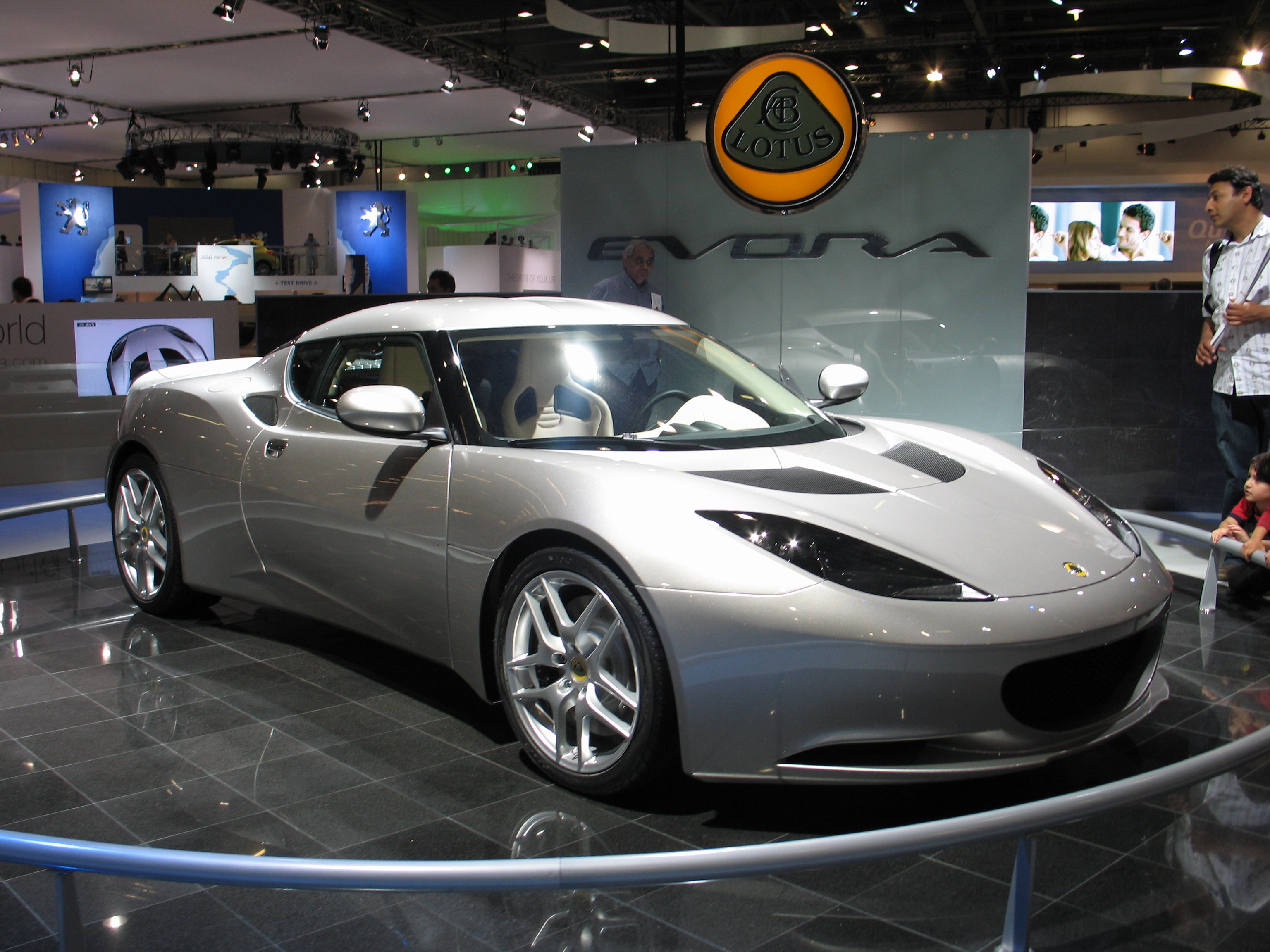
Lotus Evora (2010-)
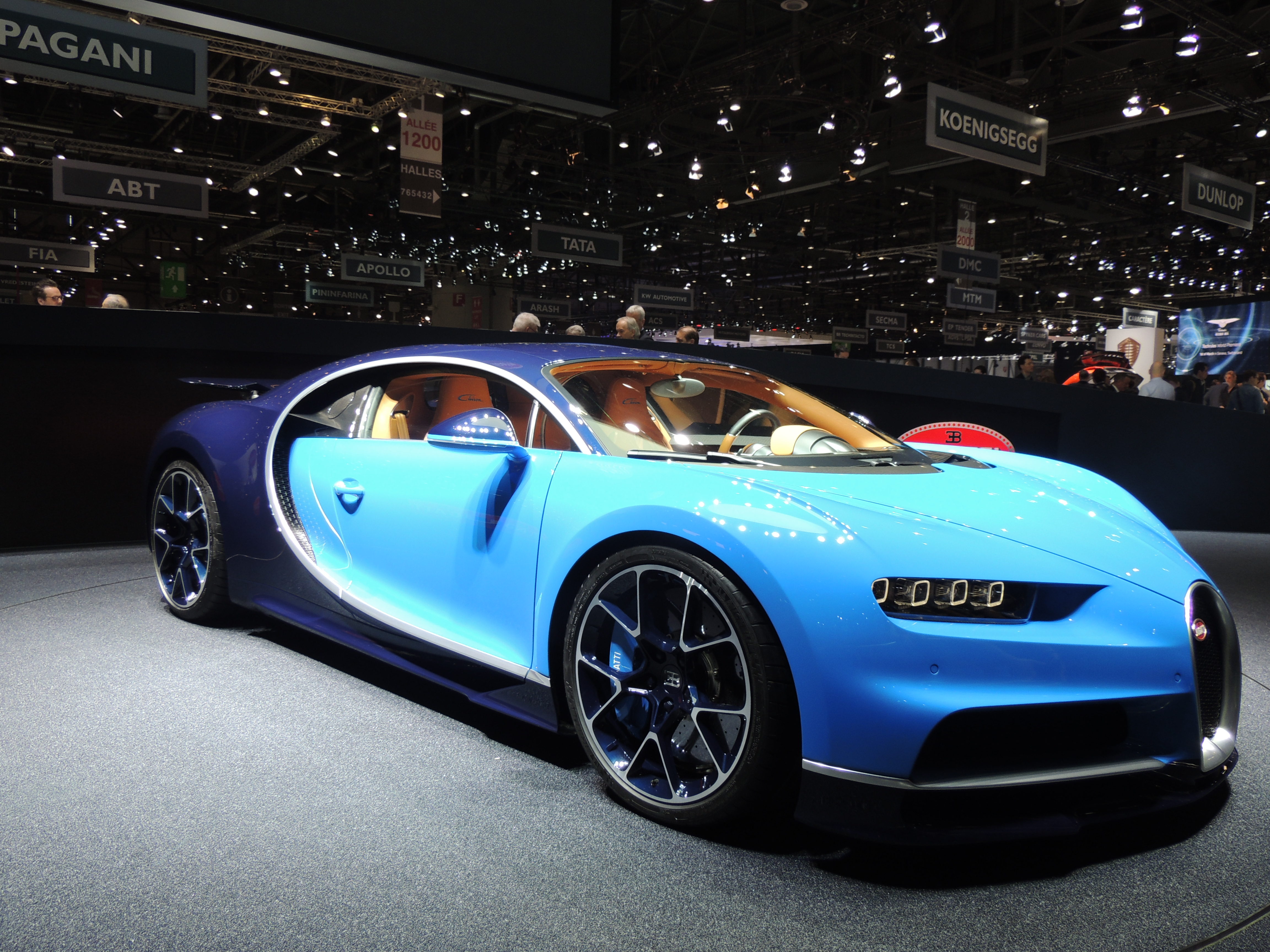
Bugatti Chiron (2016-)
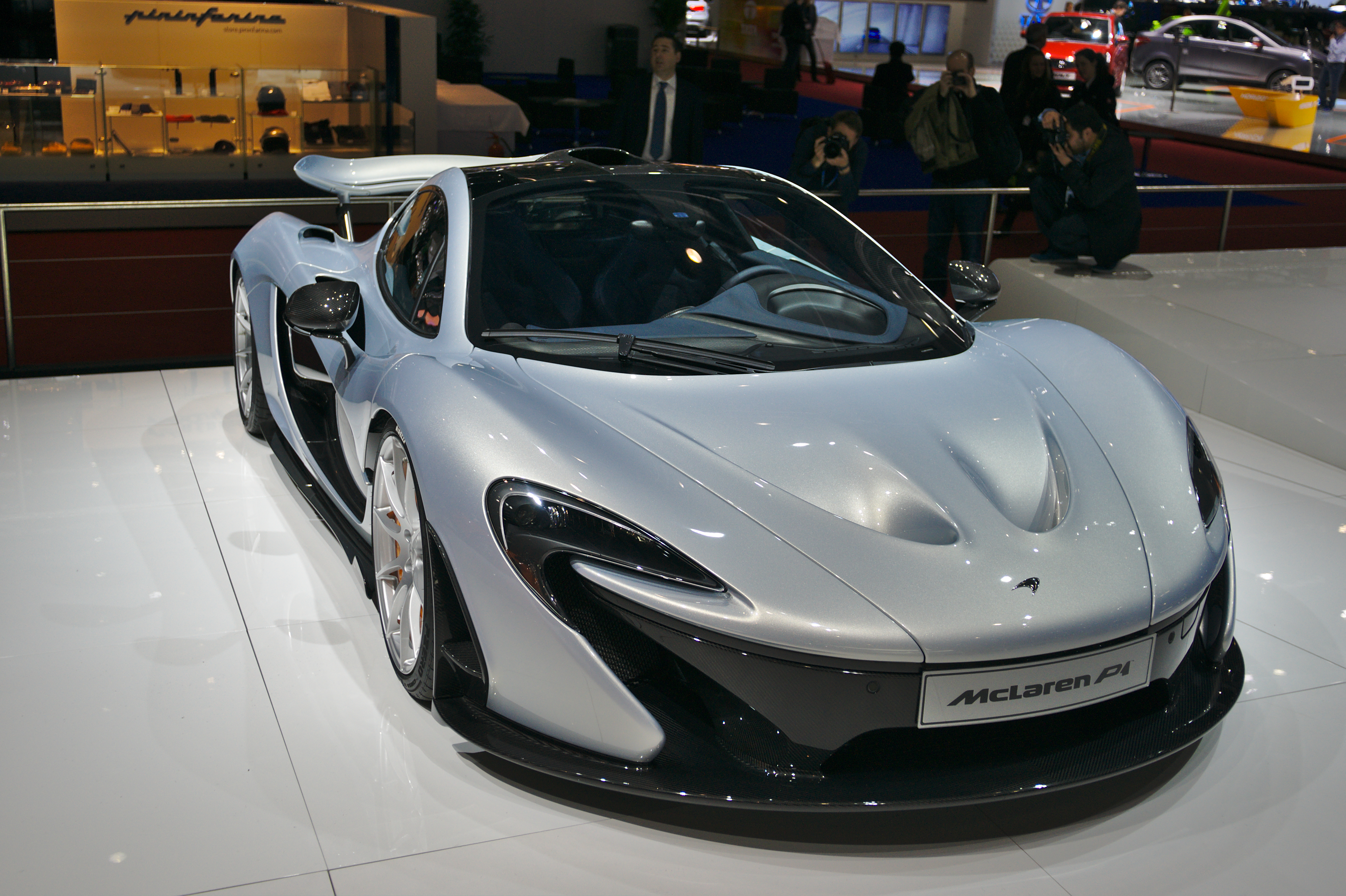
McLaren P1 (2014-2016)

### 2020-ті

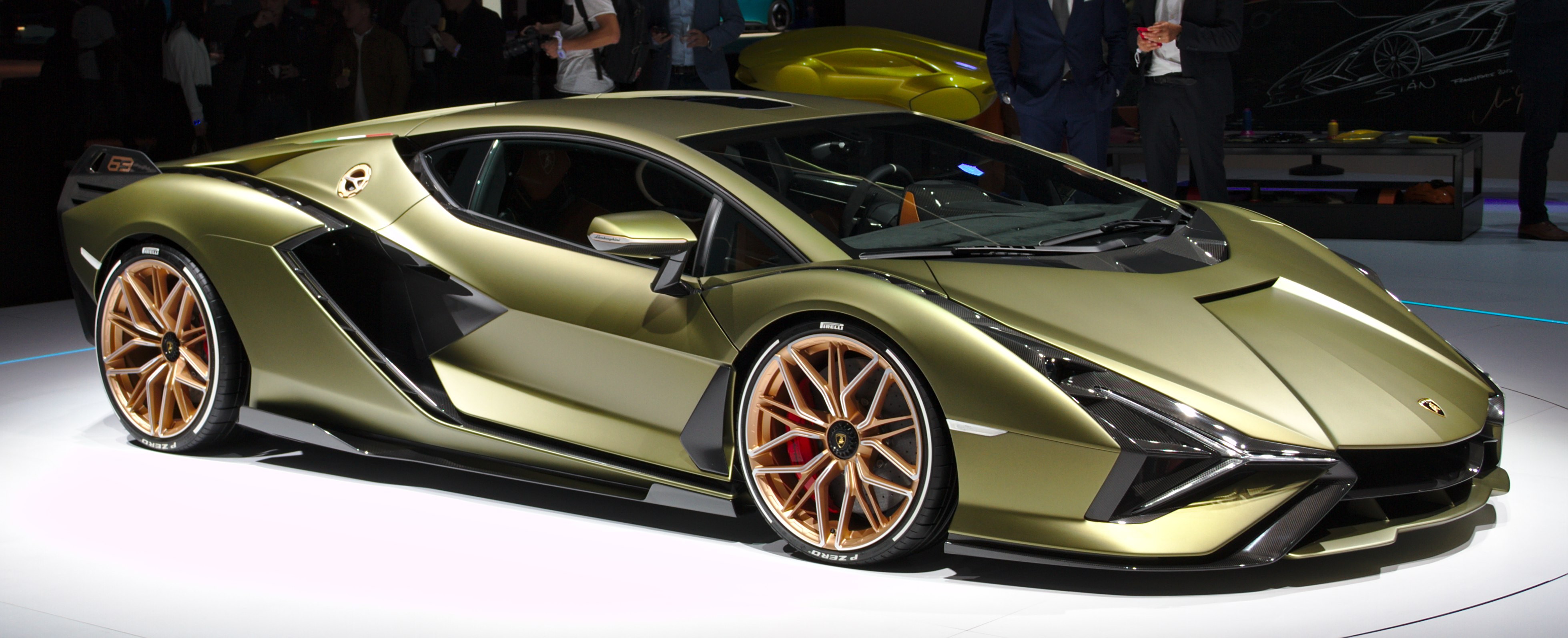
Lamborghini Sian FKP 37 вартістю від $3,6 млн
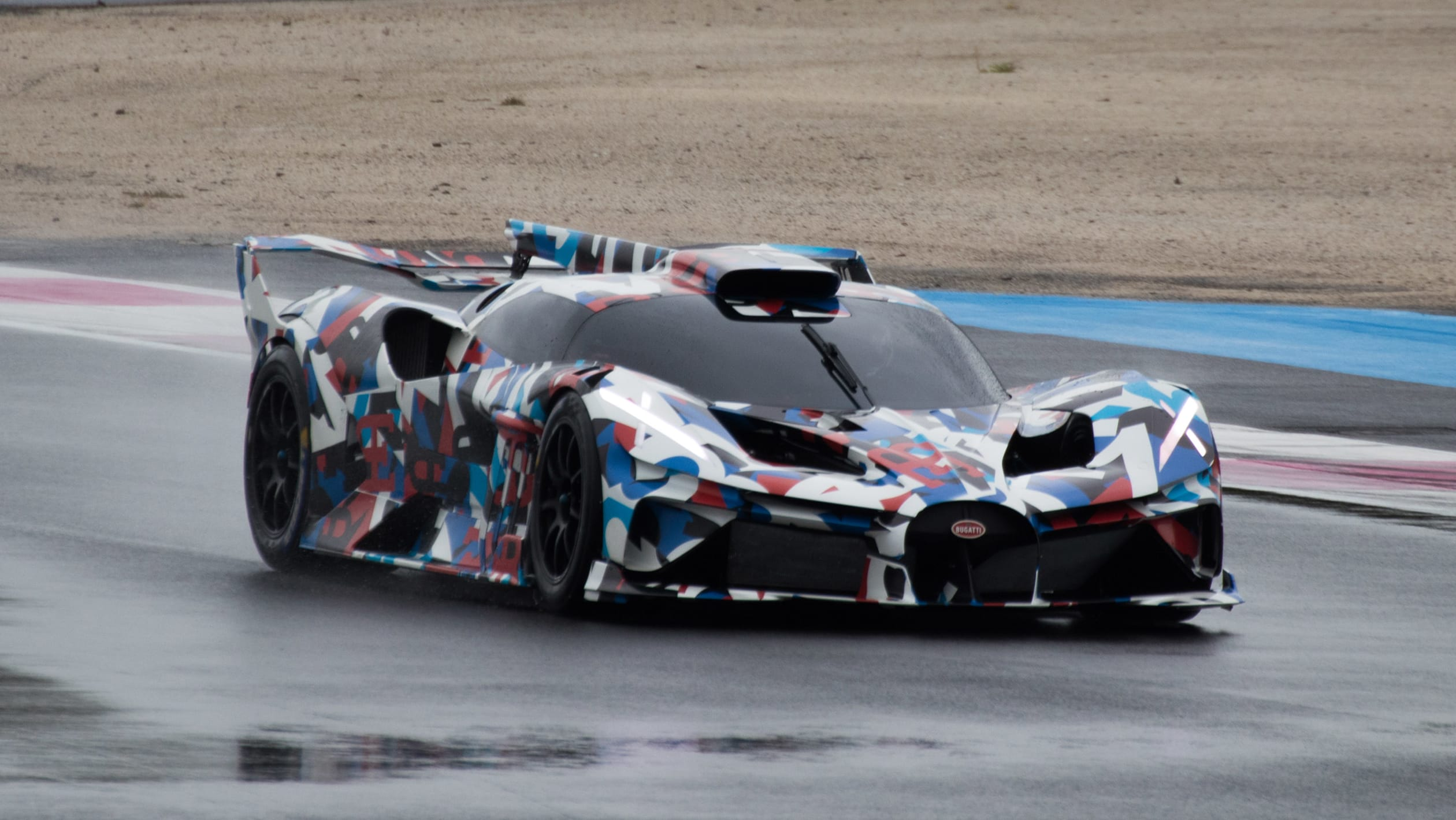
Bugatti Bolide. Експериментальний суперкар потужністю 1850 к.с.[2], що теоретично здатний подолати максимальну швидкість 500 км/год
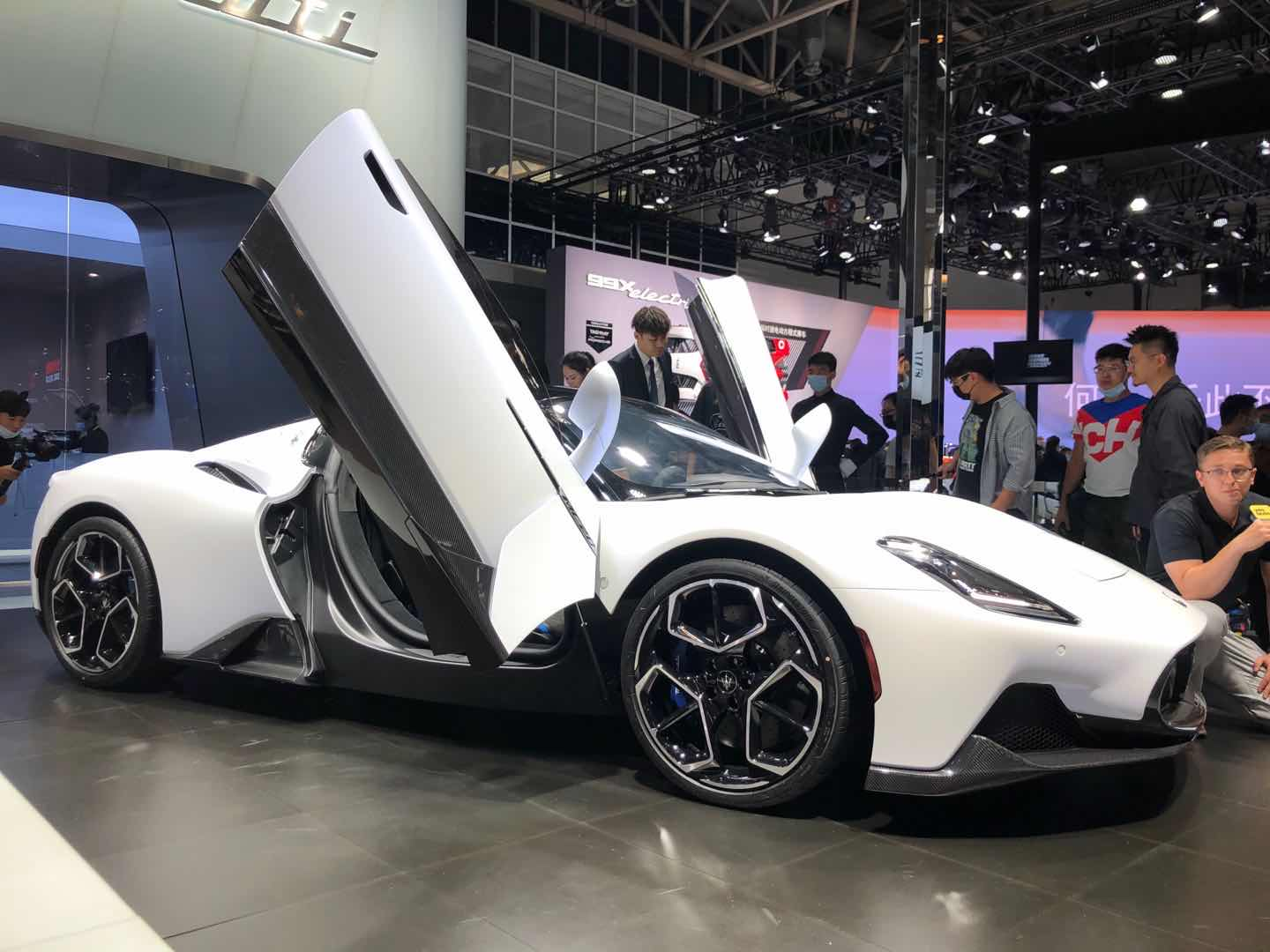
Maserati MC20. Перший суперкар компанії за останні 15 років[2]. Розгін з 0 до 100 км/год за 2,9-секунди.